# Dresden
Dresden is de hoofdstad van de Duitse deelstaat Saksen. De stad aan de Elbe telt 556.227 inwoners (31 december 2020) op een oppervlakte van 328,31 km². De agglomeratie telt 1,1 miljoen mensen, en maakte van 1949 tot 1990 deel uit van de communistische DDR. Bestuurlijk is het een kreisfreie Stadt.

## Geschiedenis

### Eerste vestiging, stichting van de stad en de middeleeuwen
Al in het neolithicum waren er de eerste nederzettingen in Dresden en omgeving. De ringgrachten in Nickern uit de vijfde eeuw voor Christus waren de eerste monumentale bouwwerken in het tegenwoordige stadsgebied.
De doorwaadbare plaats door de Elbe ter hoogte van de huidige oude binnenstad (Altstadt) was er waarschijnlijk al in de vroege middeleeuwen. Ondanks de gunstige ligging aan de Elbe en de vruchtbare grond bleef een nederzetting moeilijk vanwege de sterke bebossing. Dresdens, van het Oudsorbische drežďany (= ‘moeras-’ of ‘vochtig loofbosbewoner’) afgeleide naam, duidt op een oorspronkelijk Slavische vestiging. Het nabijgelegen Meißen was van 986 tot 1423 een centrale plaats binnen het markgraafschap Meißen dat in het kader van de uitbreiding en opname van de Sorbische vestigingsgebieden ten oosten van de Elbe en Saale werd gesticht. Het besloeg ongeveer het gebied van de tegenwoordige deelstaat Saksen. Ten zuidoosten van Dresden lag in die tijd het rijksvrije burggraafschap Dohna.
In 1206 wordt Dresden voor het eerst in een bewaard gebleven oorkonde genoemd: Acta sunt hec Dresdene. Dit document, dat in Dresden is opgesteld, gaat over een rechtszitting over het slopen van de burcht Thorun op de Burgwartsberg ten zuiden van Dresden tussen Potschappel en Pesterwitz (in de regio van de tegenwoordige stad Freital). De toenmalige benaming ‘Dresdene’ was vermoedelijk van het Slavische begrip ‘drežďany’ (‘moerasbewoner’, meervoudsvorm) afgeleid, waarmee de oorspronkelijke bewoners van de plaats werden aangeduid. In een oorkonde van 21 januari 1216 wordt Dresden al als stad vermeld: “Acta sunt hec … in civitate nostra Dreseden”.
Er is tot op heden geen oorkonde teruggevonden waarin de stadsrechten worden toegekend, maar in 1350 wordt het aan de rechterzijde van de Elbe gelegen Dresden (Altendresden), de tegenwoordige Innere Neustadt, als zelfstandige vestiging ‘Antiqua Dressdin’ voor de eerste keer genoemd. De toekenning van de stadsrechten aan Altendresden zou op 21 december 1403 door Wilhelm I hebben plaatsgevonden.
Pas op 29 maart 1549 vormden onder keurvorst Moritz de rechter- en linkerzijde van de stad een eenheid.

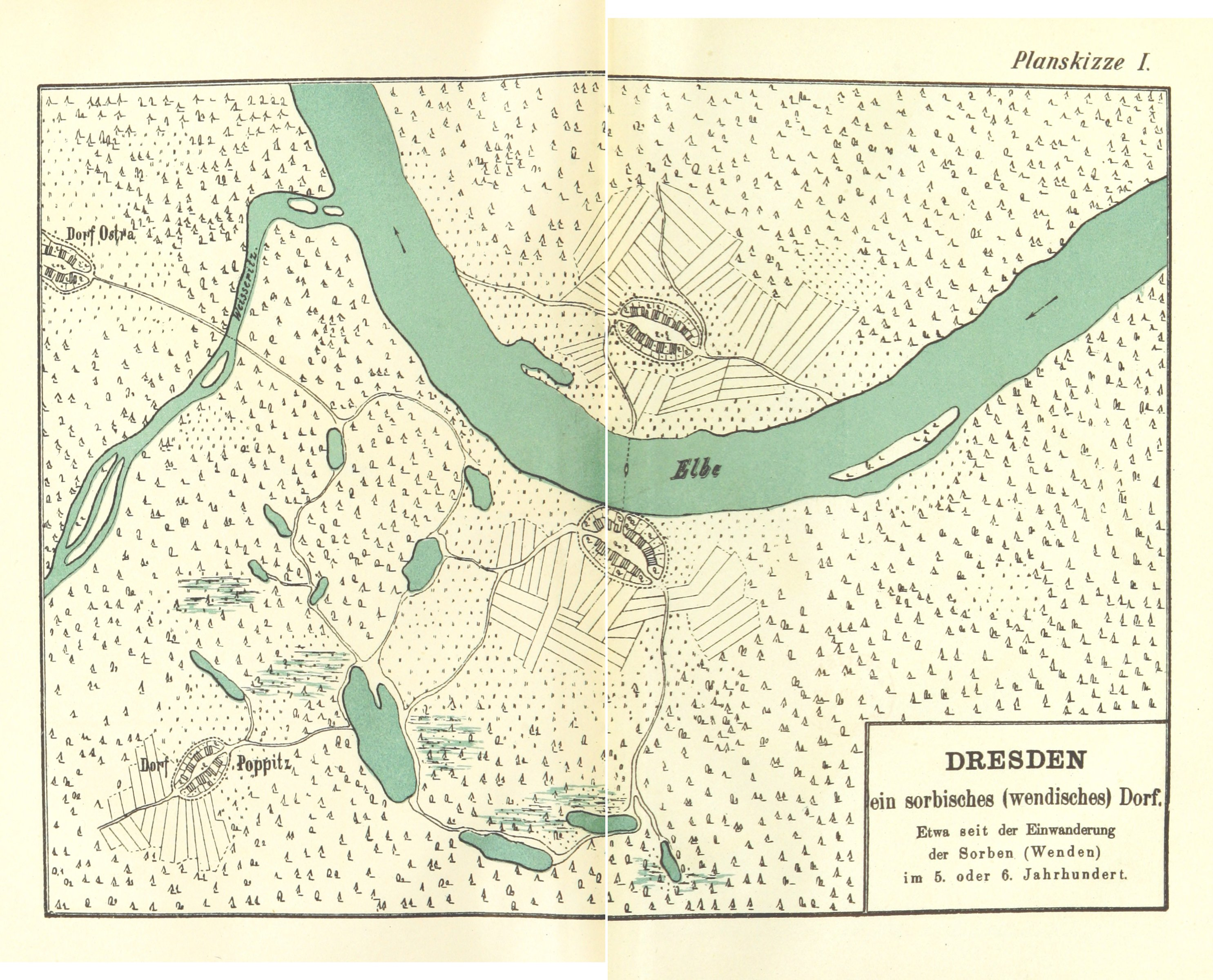
Dresden in de 5e en 6e eeuw
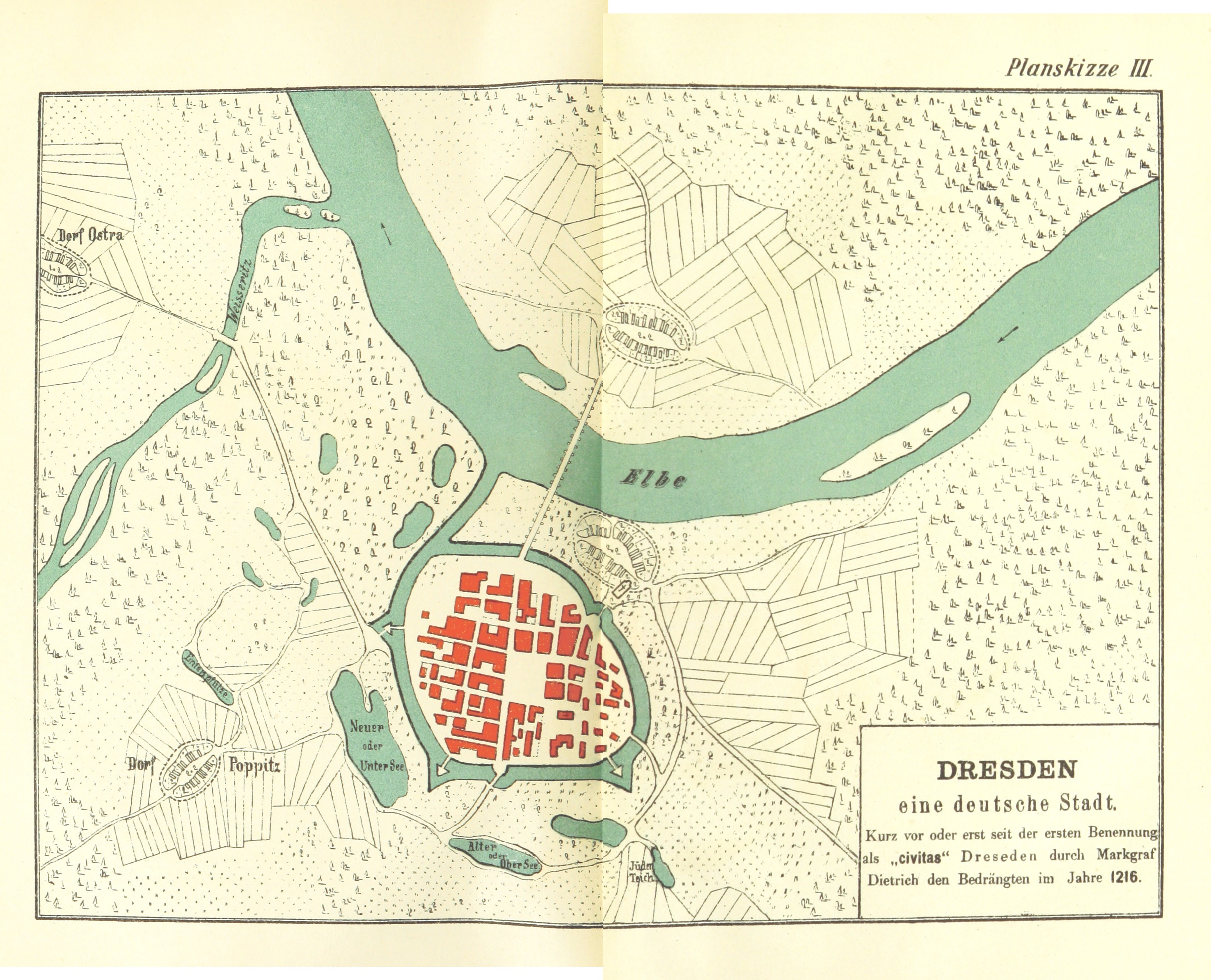
Dresden rond 1216
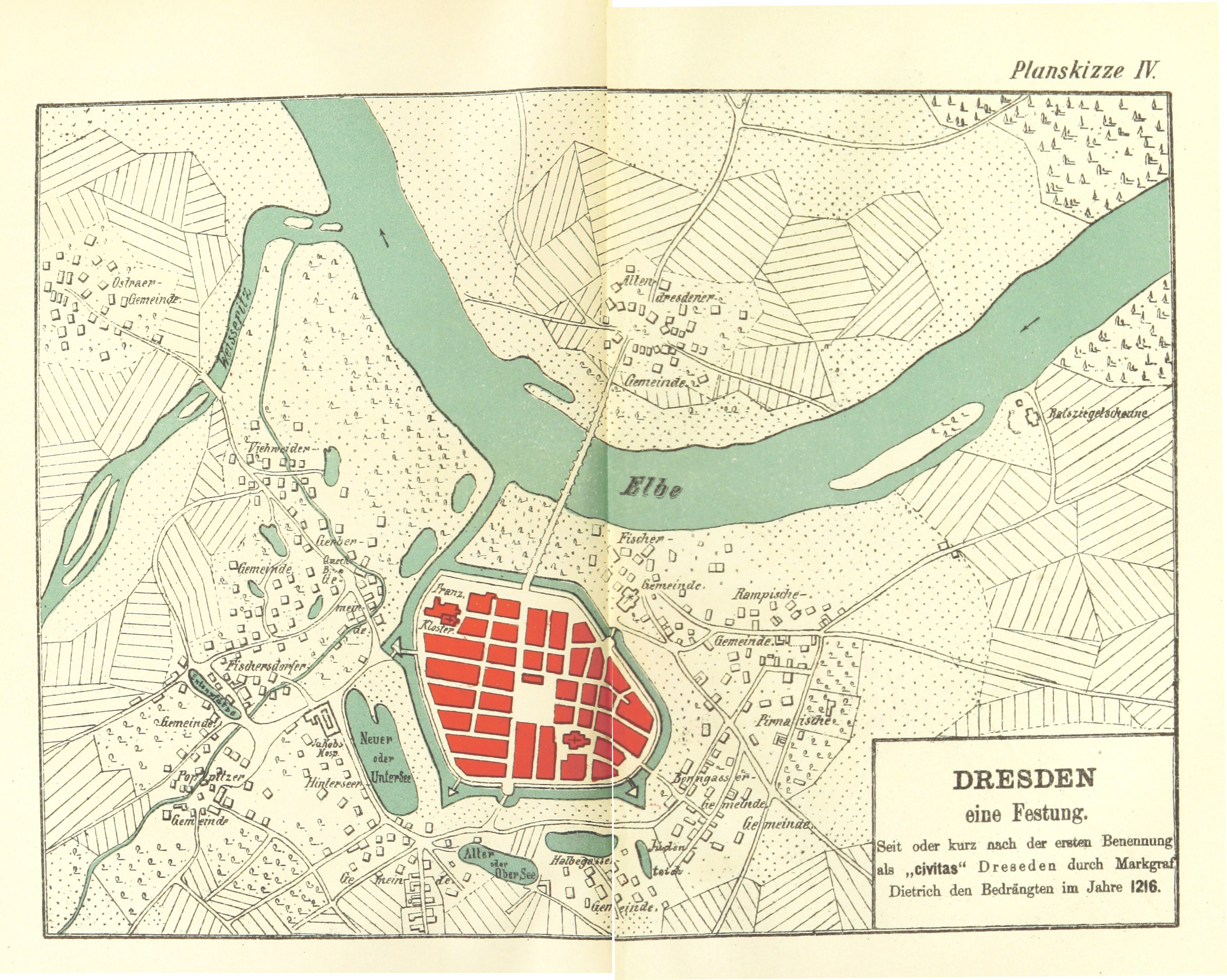
Dresden rond 1270
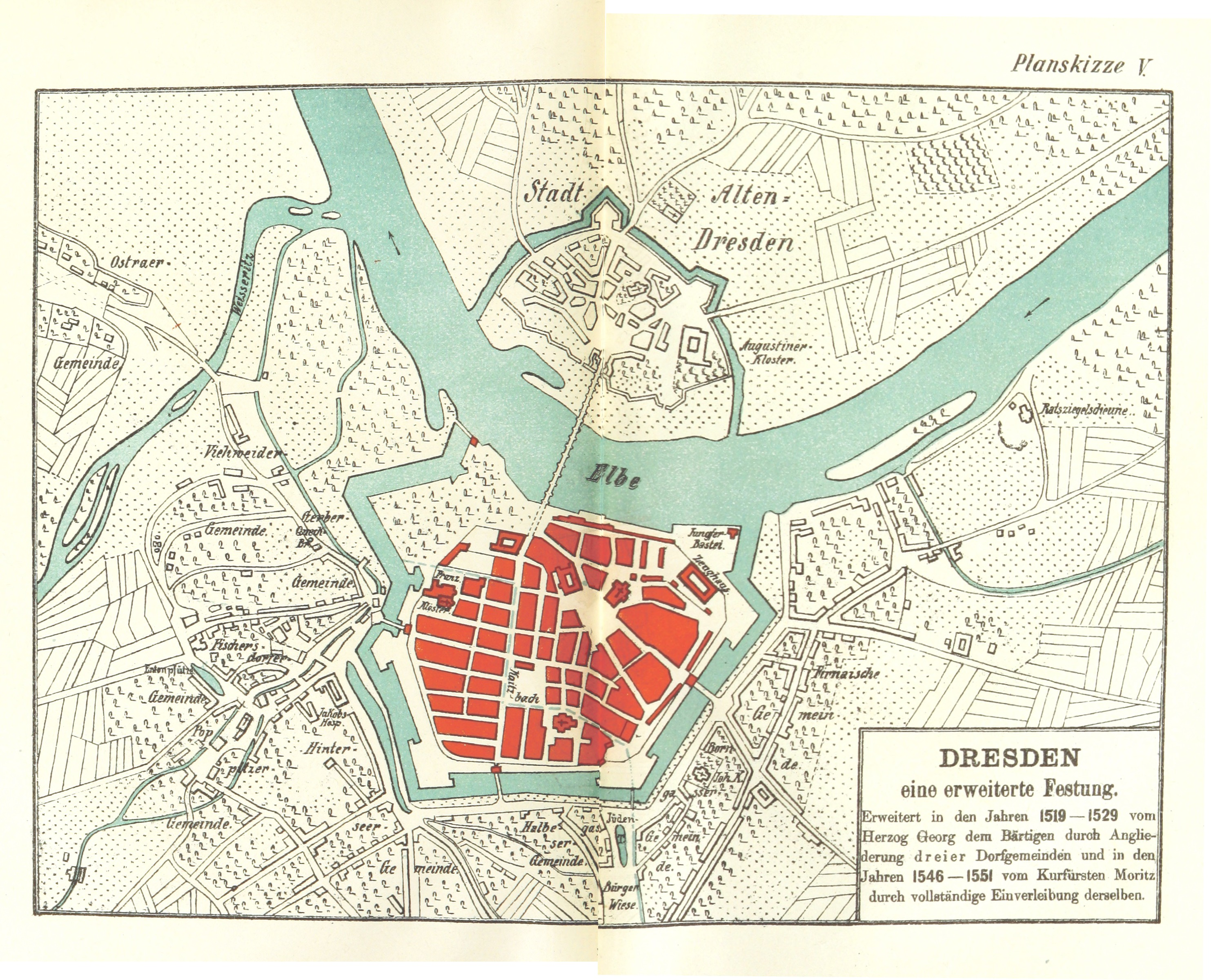
Dresden in 1529

### Vroegmoderne tijd

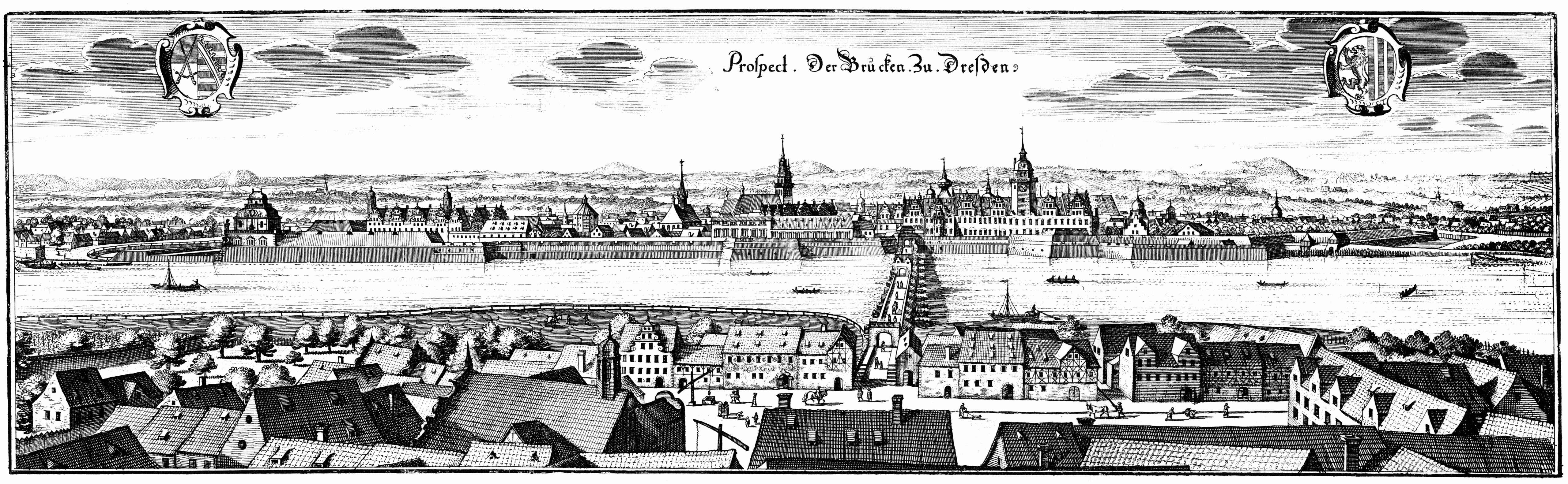
Dresden rond 1650

Toen op 17 september 1455 het stapelrecht werd verkregen, was Dresden nog een geheel onbelangrijke stad. Echter, na de deling van Leipzig van de gebieden van het Huis Wettin in 1485 werd Dresden eeuwenlang de hertogelijke residentie van de Saksische heersers. De stad werd door de verheffing van het machtsbezit van het Huis Wettin tot keurvorstendom en koninkrijk, opgewaardeerd als politiek en cultureel middelpunt. Door de overgang van de keurvorstentitel binnen het Huis Wettin (Wittenberger capitulatie) werd de stad de hoofdstad van het belangrijkste protestante staat binnen het Heilige Roomse Rijk der Duitse Natie. 
In deze tijd werden belangrijke culturele instellingen gebouwd die tot op de dag van vandaag van bijzondere betekenis zijn voor de stad. De in 1556 door keurvorst August van Saksen in de directe omgeving van het residentieslot geopende Muntfabriek Dresden werd na de sluiting van alle staatsmuntfabrieken de enige muntfabriek in het keurvorstendom. Vanwege de aanwezige barok- en rococoarchitectuur kreeg de stad de bijnaam 'Elbflorenz' (Florence aan de Elbe).
Tijdens de Dertigjarige Oorlog is Dresden nooit geplunderd of verwoest, maar de pest en honger en ook de algemene economische stilstand hebben wel de ontwikkeling van de stad geremd. De geschiedenis sinds de Dertigjarige Oorlog is zeer bewogen: aan de ene kant ontstonden er de wereldberoemde bouwwerken en parken; aan de andere kant was de stad bij bijna alle grote Europese oorlogen betrokken en ze werd daarbij meerdere malen beschadigd.
Van 1407 tot 1695 vonden er in Dresden heksenvervolgingen plaats. Veertien vrouwen en acht mannen moesten tijdens heksenprocessen terechtstaan. Daaronder waren in 1567 twee Joden: Aron, geboren in Praag, en Salomon, afkomstig uit Poznań, zij werden ervan beschuldigd een toverboekje in hun bezit te hebben. Vier vrouwen werden verbrand. Ook in de Dresdense stadsdelen (Ortsteile) Cotta, Lausa en Leuben vond heksenvervolging plaats. Sophia von Taubenheim van Schloss Noschkowitz werd in Dresden geëxecuteerd omdat zij bij een heksenproces veroordeeld was.
In 1685 brandde Altendresden volledig af. In de decennia die volgden werd het opnieuw opgebouwd en pas in 1732 was het stadsdeel als "nieuwe koninklijke stad" voltooid. Om deze reden wordt het stadsdeel al lange tijd ‘Neustadt’ genoemd. Onder Friedrich August I die ‘August de Sterke’ werd genoemd, verkreeg Dresden door zijn barokke stijl de culturele betekenis die tot in de moderne tijd zou blijven gelden. 
In december 1745 werd de stad tijdens de Oostenrijkse erfoorlog voor het eerst door Pruisen veroverd. In 1756 werd de stad tijdens de zevenjarige oorlog opnieuw zonder succes door Pruisen bezet. Toen het Oostenrijkse leger de stad naderde, riep de gouverneur van Pruisen op tot vergeldingsacties en liet de stad gedeeltelijk afbranden. In 1760 belegerde Pruisen Dresden zonder succes en bombardeerde daarbij de binnenstad. 
In 1785 schreef Friedrich Schiller voor de vrijmetselaarslogen ‘Zu den drei Schwertern’ in Dresden het gedicht Ode an die Freude. Ludwig van Beethoven heeft dit gedicht voor zijn Negende Symfonie op muziek gezet. De melodie van een gedeelte van deze compositie is het volkslied van de Europese Unie.
In het voorjaar van 1791 begon in het nabijgelegen Pillnitz met de verklaring van Pillnitz de meer dan 150 jaar durende vijandigheid tussen Duitsland en Frankrijk. Hierin riepen de voornamelijk Duitse monarchen de Europese machten op de Franse Revolutie te beëindigen.

### 19e en begin 20e eeuw

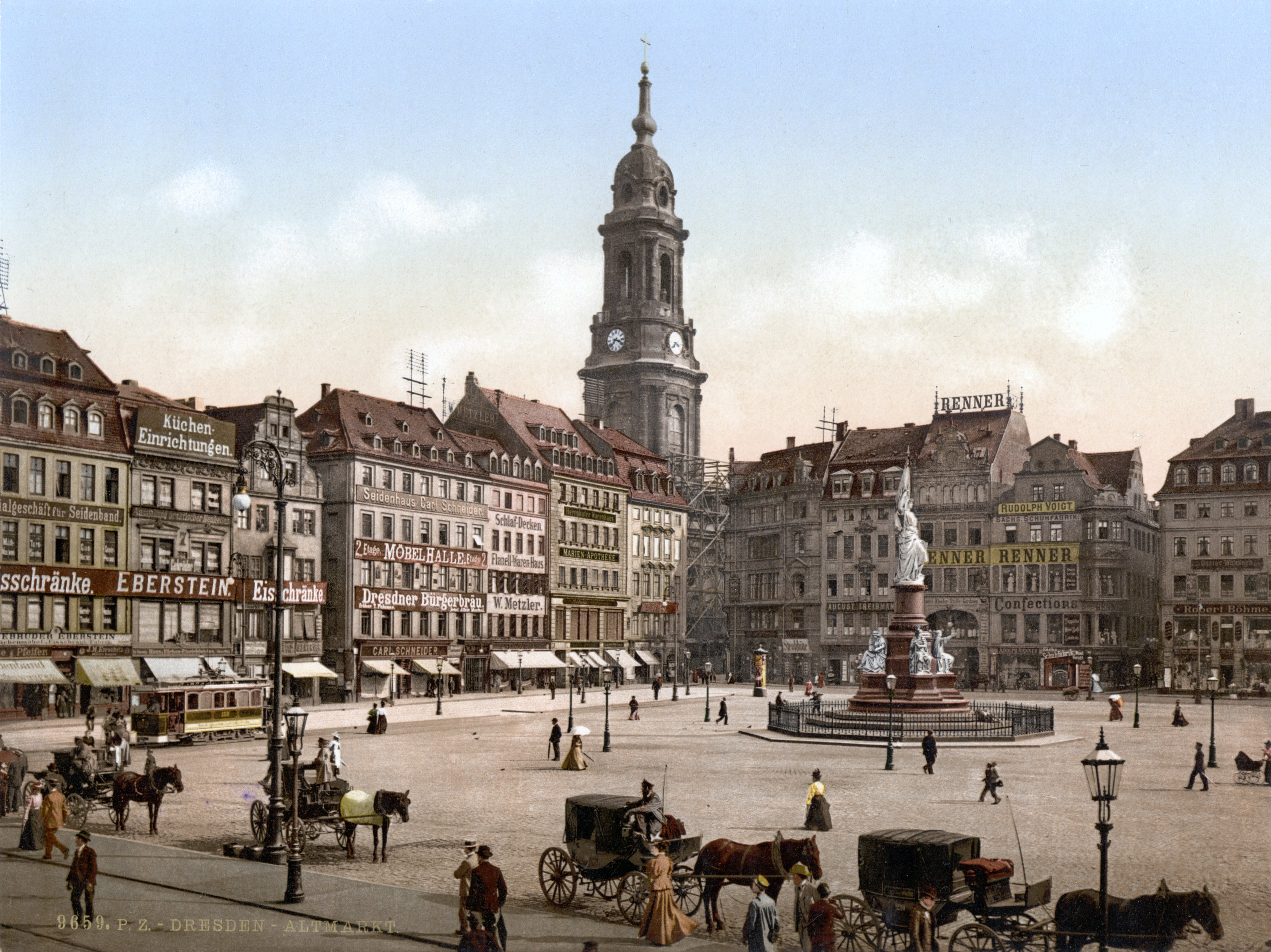
Aanzicht rond 1900

Tijdens de Zesde Coalitieoorlog tegen Napoleon in 1813 vonden er in de wijde omtrek van Dresden vele niet beslissende slagen van de Volkerenslag bij Leipzig plaats. Saksen, en daarmee Dresden, streed aan de zijde van Frankrijk; de stad werd door de Fransen verder versterkt en door hun troepen beschermd. Op 27 augustus 1813 behaalde Napoleon bij de Slag om Dresden een van zijn laatste overwinningen op Duits grondgebied. De voorsteden ten zuiden van Dresden werden deels zwaar verwoest en de stad Dresden zelf leek door het hoge aantal gewonden op een groot veldlazaret.
De Dresdense Mei-opstand van 3 tot 9 mei 1849 die op de Maartrevoluties volgde, dwong de Saksische koning Friedrich August II om de stad te verlaten. Hij kon de stad pas met steun van Pruisen heroveren. Bekende deelnemers aan de opstand waren Richard Wagner en Gottfried Semper; beiden hebben Saksen daarna verlaten. Na de onderdrukking van de Revolutie vonden hier in 1850 / 1851 de Conferenties van Dresden plaats, de enige in de tijd van de Duitse Bond waarop alle staten waren vertegenwoordigd.
Verdere oorlogen bleven Dresden in de 19e eeuw bespaard en de stad werd de hoofdstad van een van de welvarendste bondsstaten van het Duitse Rijk. Tijdens de Eerste Wereldoorlog vonden er in de stad geen gevechtsacties plaats. Desondanks liep het inwonertal tussen 1910 en 1919 – het eerste jaar na de oorlog – met 20.000 terug.

### Interbellum: Weimarrepubliek en nationaalsocialisme

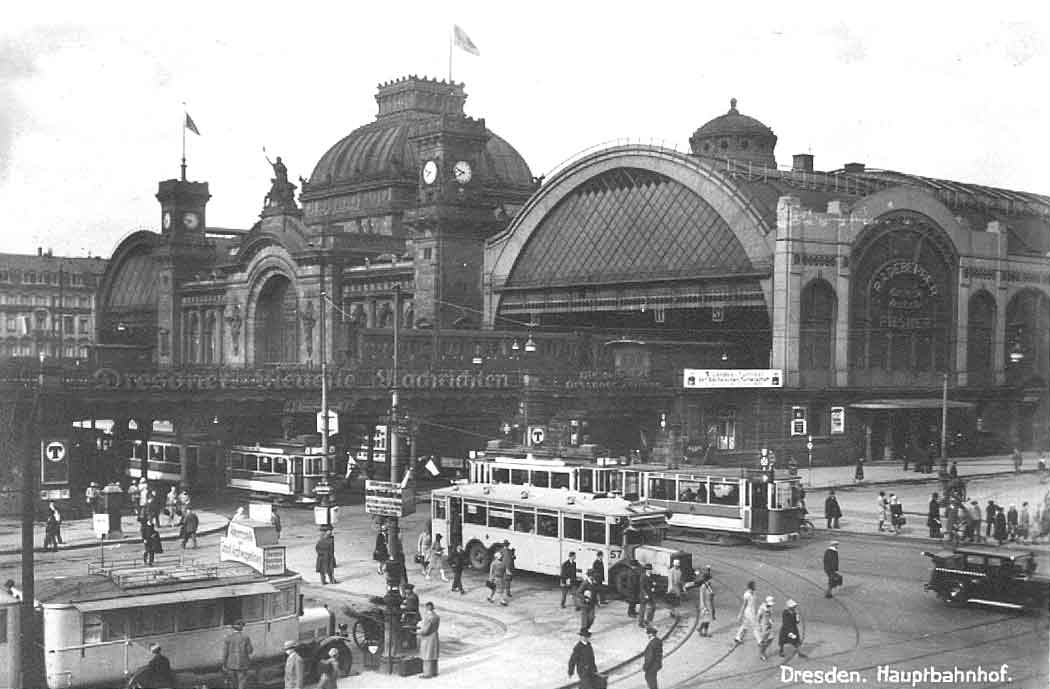
Alledaags tafereel voor het centraal station in Dresden aan het einde van de gouden jaren 20

Na de Novemberrevolutie van 1918 werd Dresden de hoofdstad van de (eerste) vrijstaat Saksen. De stad hoorde bij de tien grootste Duitse steden en vormde een cultureel en economisch middelpunt van de Republiek van Weimar. In 1919 werd de Dresdner Sezession, waarvan Otto Dix het bekendste lid was, opgericht. Deze groep werd voor de Eerste Wereldoorlog al voorafgegaan door de kunstenaarsgroep Brücke. In 1925 werd met de Palucca School Dresden, naast de bestaande Hogeschool voor Beeldende Kunsten een belangrijke school voor beeldende kunst opgericht. De Staatsopera van Saksen was een toonaangevend podium voor premières. Tegen 1913 ontstond het Schauspielhaus van het staatstheater. 
Vanaf 1889 was Dresden dankzij Heinrich Ernemann dé plek voor de Europese fotografische industrie. Diverse technologische vernieuwingen kwamen ervandaan zoals de eerste eenogige kleinbeeld (24 × 36 mm) spiegelreflexcamera ter wereld. Verder was Dresden in de 20e eeuw de thuishaven van de VEB Pentacon-fabriek die, in de DDR-tijd (1949-1990), onder meer de Praktica maakte. Begin 20e eeuw werd de kunstenaarsgroep Die Brücke in Dresden opgericht.
Nog in de 19e eeuw verplaatste de in 1872 opgerichte Dresdner Bank haar hoofdkantoor naar Berlijn. Dresden bleef echter een belangrijk bankencentrum, vooral voor de kleinere private banken (familiebedrijven) tot in de jaren 20 van de 20e eeuw. Tussen 1918 en 1933 bestonden er toonaangevende ondernemingen in de (elektro)machinebouw, farmacie en cosmetica, alsook in de tabaksverwerking en de levens- en genotsmiddelenindustrie. Deze bedrijven zijn deels (vaak in een nieuw opgerichte vorm) tot op de dag van vandaag blijven bestaan. De trambedrijven die in 1909 door de stad waren overgenomen werden in 1930 als Dresdner Straßenbahn AG weer geprivatiseerd.

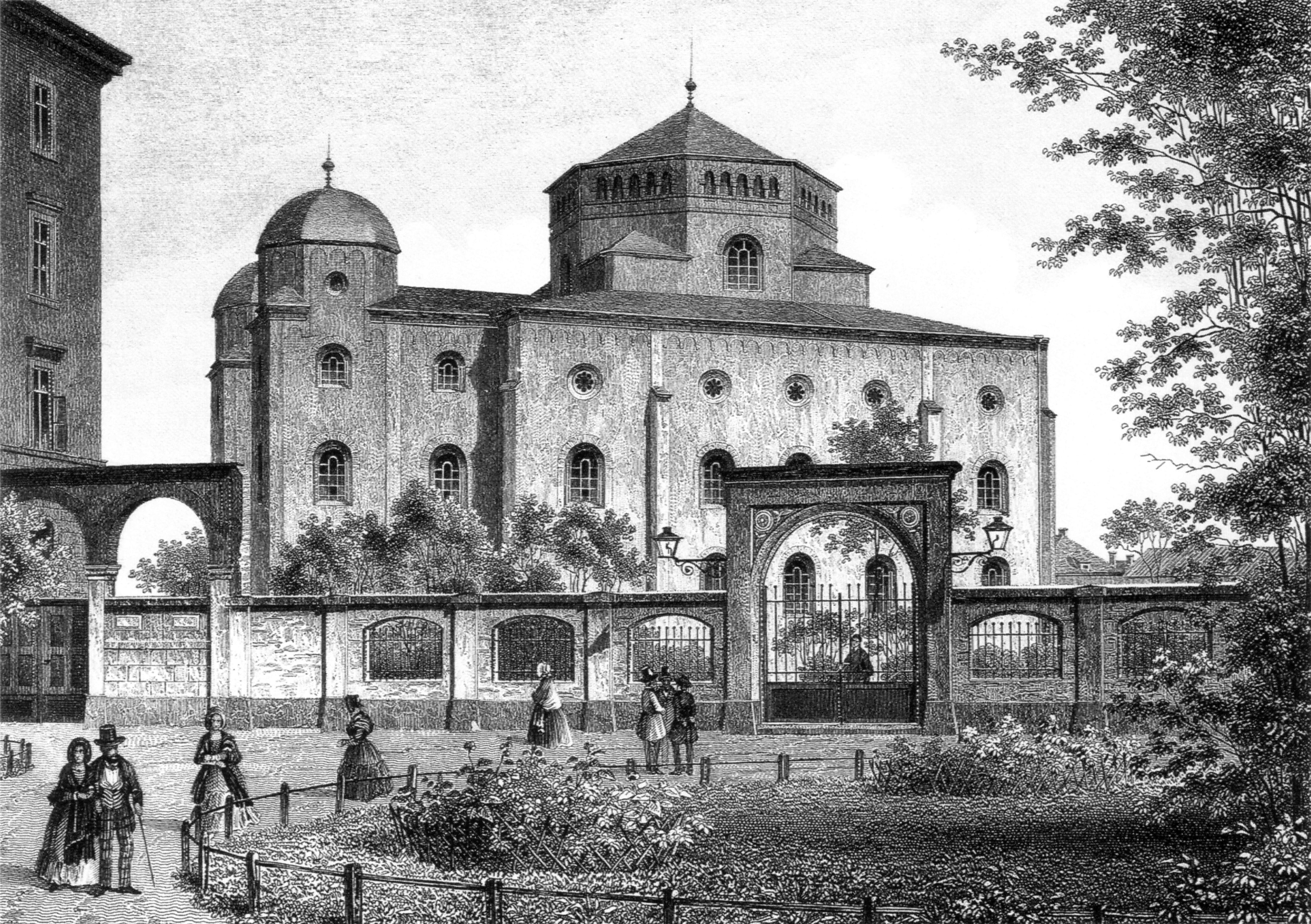
Sempersynagoge (in 1938 door de nationaalsocialisten verwoest). Lithografie van Ludwig Thümling, circa 1860

Het interbellum markeerde ook de gestage opmars van de NSDAP en het nationaalsocialisme. De ongeveer 5.000 Joodse inwoners van Dresden die in 1933 nog inwoners van de gemeente waren, werden verdreven of later naar concentratiekampen afgevoerd. Het antisemitisme in Dresden is vooral gedocumenteerd in de dagboeken van Victor Klemperers ("Ich will Zeugnis ablegen bis zum letzten"). Na de Tweede Wereldoorlog woonden er nog 41 Joden in de stad.
Bij de boekverbrandingen op 10 mei 1933 moest onder andere het werk van de uit Dresden afkomstige Erich Kästner ‘symbolisch voor altijd worden uitgeroeid’. Het met name expressionistische culturele leven in Dresden uit het eerste kwart van de 20e eeuw eindigde in 1933. De werken van Ernst Ludwig Kirchner, Max Pechstein, Karl Schmidt-Rottluff of Otto Dix uit deze periode maakten deel uit van de tentoonstelling ‘ontaarde kunst’. Er werden 56 werken van Galerie Neue Meister in beslag genomen. 
Ook de Staatsopera die met name bekend was vanwege de werken van Richard Strauss raakte in nood. Al in maart 1933 werd Fritz Busch, al jarenlang befaamd eerste dirigent, door een door de SA geënsceneerd theaterschandaal bij een uitvoering van Rigoletto uit Dresden verdreven. De eens door Busch ontdekte Erna Berger, die inmiddels werkzaam was bij de Staatsopera in Berlijn en die avond als Gilda een gastrol speelde, werd getuige van deze wreedheid. De Strauss-opera ‘Die schweigsame Frau’ kon er in 1935 niet doorgaan vanwege haar Joodse librettist. Alleen omdat de componist zo prominent was, kon de opera daar in première gaan, deze moest echter na drie herhalingen van de speellijst worden geschrapt en verdween in Duitsland van het toneel.
Tijdens de Kristallnacht in november 1938 werd de oude synagoge (Sempersynagoge) platgebrand. Diverse winkels en woningen werden voor de ogen van de politie verwoest en geplunderd, Joodse burgers werden mishandeld. De mannelijke welgestelde Joodse burgers werden daarop naar concentratiekampen afgevoerd om ze tot emigratie te dwingen en om hun vermogen in Duits bezit te brengen.

### Tweede Wereldoorlog

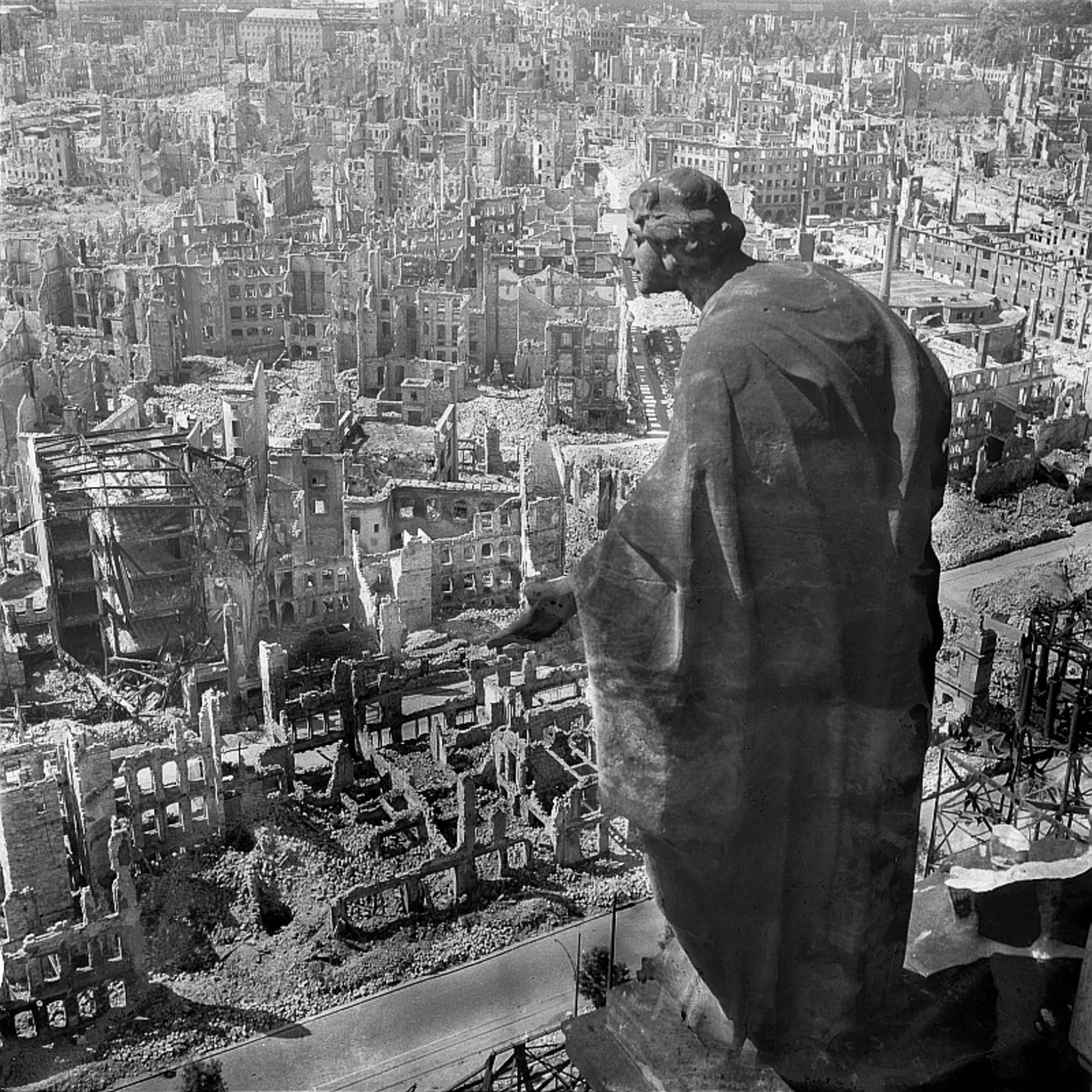
Uitzicht vanaf de Rathausturm na het bombardement op 14 februari 1945 – opname van Richard Peter

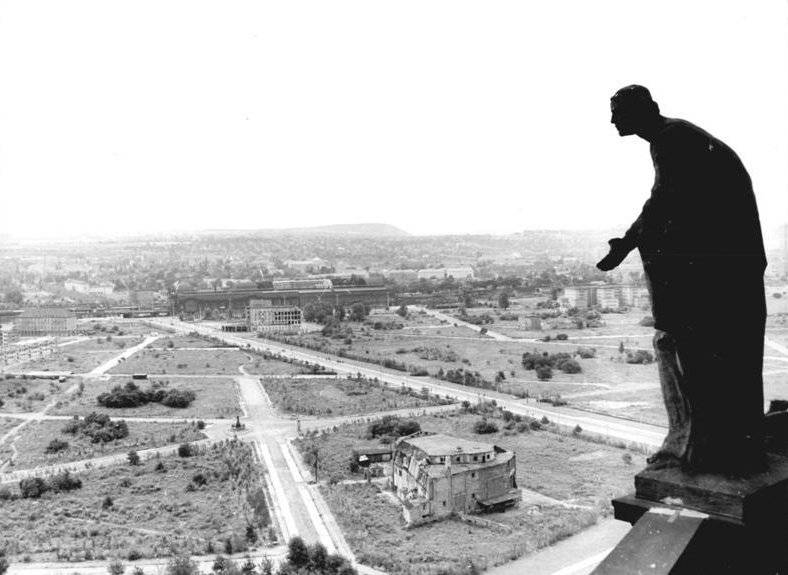
Hetzelfde uitzicht in 1958, na het weghalen van het puin in 1949

Tussen 1939 en 1945 bevonden de krijgsgevangenen, vooral uit de kampen in Auschwitz en Flossenbürg, zich in de stad in buitenkampen van het concentratiekamp. Honderden vrouwen moesten dwangarbeid verrichten in de wapenindustrie bij de bedrijven Zeiss Ikon AG (685 vrouwen bij de Goehle-Werken en 400 vrouwen in Dresden-Reick) en in de Universelle-Maschinenfabrik (685 vrouwen). Daarnaast was er een buitenkamp in de Schandauer Straße 68 in Dresden-Striesen voor de machinefabriek Bernsdorf & Co uit Berlijn. 500 Joden tussen de 4 en 68 jaar oud moesten hier in Metallwerk Striesen dwangarbeid verrichten. Na het bombardement op Dresden werden zij grotendeels voorlopig naar Pirna en later naar Zwodau en Theresienstadt geëvacueerd. 
In het buitenlandse kindercentrum ‘Kiesgrube Dresden’ werden 497 kinderen geboren, 225 zuigelingen en kleuters overleden er. De nog overgebleven private banken in Joods familiebezit werden onder dwang bij de Dresdner Bank aangesloten. Dresden was al eeuwenlang een militair centrum en werd tot 1945 gebruikt voor de opstelling van grote militaire troepenmachten. De Albertstadt ten noorden van het stadscentrum was als autarkische militaire stad aangelegd en werd in de tijd van het nationaalsocialisme verder uitgebreid.
Tijdens de Tweede Wereldoorlog bleef Dresden in eerste instantie gevrijwaard van de geallieerde bombardementen. De eerste luchtaanvallen op de regio werden in augustus 1944 uitgevoerd en de stad werd voorbereid op bombardementen. Bij de luchtaanvallen op Dresden werden in vier elkaar opvolgende nachtelijke aanvalsgolven van 13 tot 15 februari 1945 grote delen van het stadsgebied zwaar beschadigd door Britse en Amerikaanse bommenwerpers (met brand- en brisantbommen). Hierbij werd de historische binnenstad uitdrukkelijk getroffen en niet het grote kazernecomplex in het noorden van de stad, hoewel de geallieerden Dresden als militaire concentratie als hun oorlogsdoel aangaven.
Het exacte aantal slachtoffers is niet bekend. Eerder werd in enkele (en verder onverstoorbaar in verschillende historisch revisionistische en rechts-radicale) publicaties het foutieve aantal van rond 350.000 doden genoemd. Het Report of the Joint Relief 1941–1946 van het Internationale Rode Kruis noemt een eveneens onjuist slachtofferaantal van 275.000. Later werden de slachtofferaantallen bijgesteld naar 22.700, maximaal 25.000. Volgens historicus Frederick Taylor zijn de nazi's zelf de aanstichters van het foutieve aantal slachtoffers: er zou een nul zijn toegevoegd om de geallieerden als oorlogsmisdadigers voor te stellen. Er moet rekening gehouden worden met niet geregistreerde vluchtelingen uit Silezië die op dat moment in de stad verzameld waren en het slachtoffer werden (Verdrijving van Duitsers na de Tweede Wereldoorlog).
De schade aan gebouwen werd eveneens vaak te hoog opgegeven. In totaal werd 60 procent van het stadsgebied zwaar getroffen door de aanvallen, 15 km² vanaf het centrum ofwel 90% van de binnenstad werd totaal verwoest; in de stadsdelen in het noorden en noordwesten werd daarentegen weinig verwoest. Het omsingelde Breslau in Silezië werd voornamelijk vanaf Luchthaven Dresden van midden februari 1945 tot 6 mei ondersteund, alvorens Dresden zelf op 8 mei, de dag van de onvoorwaardelijke overgave van het Duitse leger, door het Rode Leger werd bezet. Daaraan voorafgaand verijdelden (onder anderen) loodgietersbaas Erich Stöckel en zijn werknemer Paul Zickler tijdens een geheime actie het plan van de SS om het Blauwe Wonder op te blazen.

### DDR-tijd
In de periode van het socialisme werden veel overblijfselen van de zwaar verwoeste stad opgeruimd. Veel ruïnes in Dresden, waaronder de overblijfselen van de Sophienkirche, maar vooral ook de historische woningbouw, werden afgegraven of opgeblazen. Het historische stadscentrum werd daarbij van zijn kern ontdaan en voortvarend weer bebouwd. De omgeving van de Prager Straße had veel weg van een braakliggend terrein voordat zij in de jaren 60 in socialistische stijl weer bebouwd werd.

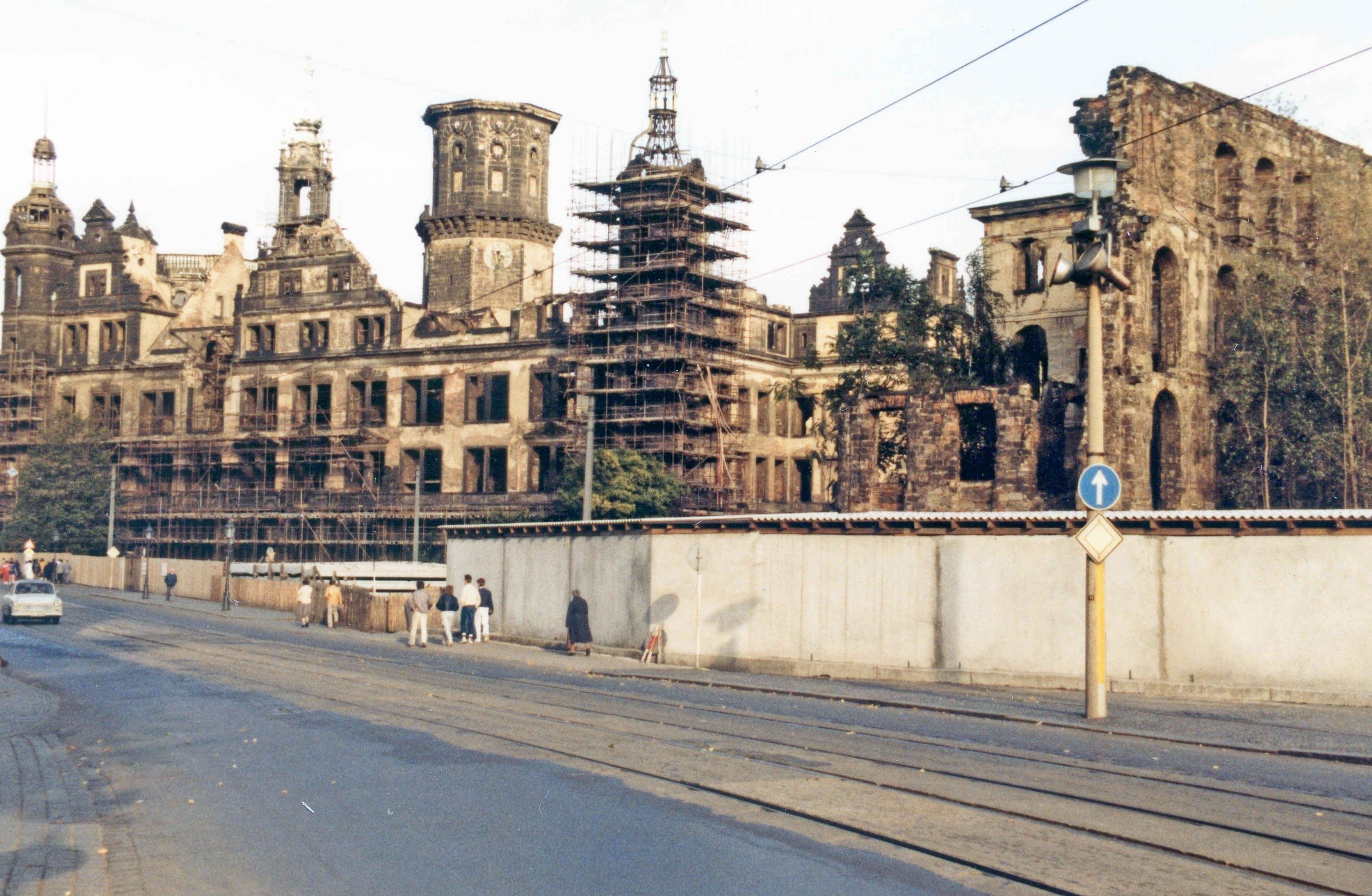
Dresden 1985: de slotruïne met rechts de enige ringmuren van het Taschenbergpalais die zijn blijven staan.

De historische monumentale gebouwen werden gerestaureerd of volledig gereconstrueerd, zoals het Ständehaus (1946), de Augustusbrücke (1949), de Kreuzkirche (tot 1955), de Zwinger (tot 1963), de katholieke Hofkirche (tot 1965), de Semperoper (tot 1985), het Japanische Palais (tot 1987) en de beide grootste stations (deels doorlopend). Sommige van deze werkzaamheden duurden, als gevolg van de economische situatie van de DDR, decennialang en werden soms voor langere tijd onderbroken. Het slot was jarenlang gesloten en delen werden er gereconstrueerd (zoals de Stallhof). Pas vanaf 1986 begon de nog voortdurende wederopbouw. De ruïne van de Frauenkirche zou als waarschuwingsmonument tegen de oorlog op de Neumarkt blijven staan.
Terwijl de Theater- en Schloßplatz in 1990 zoveel mogelijk naar historisch voorbeeld werden bebouwd, bleef de Neumarkt volledig onbebouwd. De Altmarkt wordt daarentegen gekenmerkt door gebouwen uit het sociaal classicisme en door een architectuur en inrichting naar socialistische idealen. Een voorbeeld hiervan is het Kulturpalast.
Van 1955 tot 1958 is een groot deel van de door de Sovjet-Unie veroverde kunstschatten teruggegeven zodat vanaf 1960 verschillende musea met staatskunstcollecties konden worden geopend in herbouwde instellingen of in tijdelijke tentoonstellingen. De belangrijke orkesten, zoals die van de Staatskapelle, weken voor hun optredens uit naar andere theaterzalen (bijvoorbeeld naar het Kulturpalast, vanaf 1969). Sommige culturele instellingen werden vanuit de binnenstad verplaatst. Zo werd de Landesbibliothek naar de Albertstadt verplaatst.
De in de oorlog nagenoeg ongeschonden gebleven Äußere Neustadt is na burgerprotesten bewaard gebleven. In de jaren 80 van de 20e eeuw dreigde de wijk te worden afgebroken omdat de bebouwing sterk verwaarloosd en hierdoor in slechte staat was.
In Prohlis en Gorbitz ontstonden met behulp van systeembouw grote buitenwijken op voorheen onbebouwde stukken grond. De Johannstadt en andere gebieden in het stadscentrum werden eveneens volgebouwd met grote huizenblokken. De villawijken in Blasewitz, Striesen, Kleinzschachwitz, Loschwitz en bij Weißen Hirsch werden zoveel mogelijk behouden.
Tot aan het einde van de Koude Oorlog waren in en om Dresden het 1e Gardepantserleger van het Sovjetleger (4 divisies, vredessterkte, 9.767 man; staf in Radebeul) alsook de 7e Pantserdivisie van de Nationale Armee, het leger van de voormalige DDR (in 1956 geformeerd, vredessterkte, 9.139 man) gestationeerd. Na de Wende in de DDR vanaf 1989 werden volgens de bepalingen van het Twee-plus-Vier-verdrag van 1990 de Sovjettroepen uit Duitsland teruggetrokken en werd de Nationale Armee ontbonden.
Tussen 30 september en 5 oktober 1989 reden er speciale treinen met vluchtelingen uit de Duitse ambassade van Praag via Dresden en Plauen naar de Bondsrepubliek. Met name in de nacht van 4 op 5 oktober verzamelden zich duizenden mensen op het centraal station. Daarbij kwam het tot gewelddadige conflicten tussen veiligheidsmensen en burgers die deels demonstreerden en deels de treinen probeerden te bereiken om te vluchten. Op 8 oktober trokken circa 20.000 mensen door Dresden, zij demonstreerden onder andere voor de vrijheid om te reizen en de vrijheid van meningsuiting. Een groot deel van hen werd door de politie in de Prager Straße omsingeld. Er werd spontaan de ‘Groep van 20’ gevormd die de volgende dag de eisen van de demonstranten aan SED-burgemeester Wolfgang Berghofer overbracht. De dag erop vond in Leipzig de eerste grote ‘Maandagdemonstratie’ plaats. In de weken daarna vonden er ook in Dresden dergelijke demonstraties plaats.

### Vanaf 1990

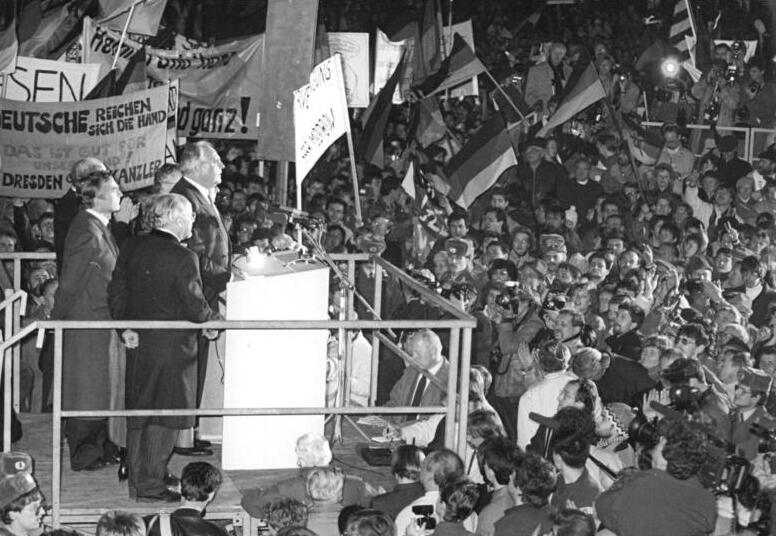
Helmut Kohl spreekt op 19 december 1989 op de Neumarkt voor de ruïne van de Frauenkirche.

Na de politieke Wende in 1989 en de Duitse hereniging in 1990 werd Dresden weer de hoofdstad van de opnieuw gevormde deelstaat Saksen. In de stad werden nogmaals enkele oude gebouwen afgebroken, vele andere werden met steun van fiscale subsidies gerestaureerd. Veel delen van Dresden zijn daarom voorbeelden van succesvolle restauratie van monumentale gebouwen en daarom vallen zij als geheel onder monumentenzorg.
In augustus 2002 werd de stad door de 'overstroming van de eeuw' getroffen (zie ook Hoogwater in Centraal-Europa 2002). Daarbij overspoelden de Elbe en meerdere zijrivieren de stad. De Elbe bereikte een waterstand die de stand bij de tot dan toe zwaarste overstroming van 1845 overtrof. Het herstel van de infrastructuur duurt tot op de dag van vandaag voort; de getroffen gebouwen waren aanzienlijk sneller weer opgeknapt.
In 2004 werd het dal van de Elbe ter hoogte van de stad Dresden Unesco werelderfgoed. Al in 2009 haalde Unesco het Elbedal van de lijst met werelderfgoederen vanwege de tussen 2007 en 2013 aangelegde Waldschlößchenbrücke, die volgens de commissie het landschap zou ontsieren. Het is het eerste cultuurgoed dat van de lijst met werelderfgoederen is geschrapt.
Op 30 oktober 2005 werd de Frauenkirche na een wederopbouw die tien jaar duurde en die in hoge mate met giften gefinancierd werd officieel in gebruik genomen (het ‘wonder van Dresden’). In 2006 vierde de stad haar 800-jarig bestaan (formeel op 31 maart, de dag van haar eerste gedocumenteerde vermelding). Hoogtepunt hierbij was in augustus, toen bij de feestelijke optocht de volledige Fürstenzug werd nagedaan door ruiters in historische kostuums. 
Op 5 juni 2009 bracht Barack Obama als eerste president van de Verenigde Staten een bezoek aan de stad en hij ontmoette bondskanselier Angela Merkel in het Residentiepaleis. Hij bezichtigde aansluitend de Frauenkirche. De Neumarkt werd intussen bijna volledig gereconstrueerd.
In 2012 werd de TU Dresden opgenomen in de reeks van ‘Elite-Hochschulen’ in Duitsland. Sinds de jaarwisseling 2014 / 2015 wordt Dresden wereldwijd als vertrekpunt van Pegida-demonstraties genoemd. Op 21 april 2015 ontving de stad samen met de Zweedse stad Vara de Europaprijs die jaarlijks door het Comité van Ministers van de Raad van Europa wordt toegekend aan gemeenten die zich verdienstelijk hebben gemaakt voor het Europese gedachtegoed.

Uitzicht over de stad vanaf de toren van de Frauenkirche (mei 2015)

## Geografie

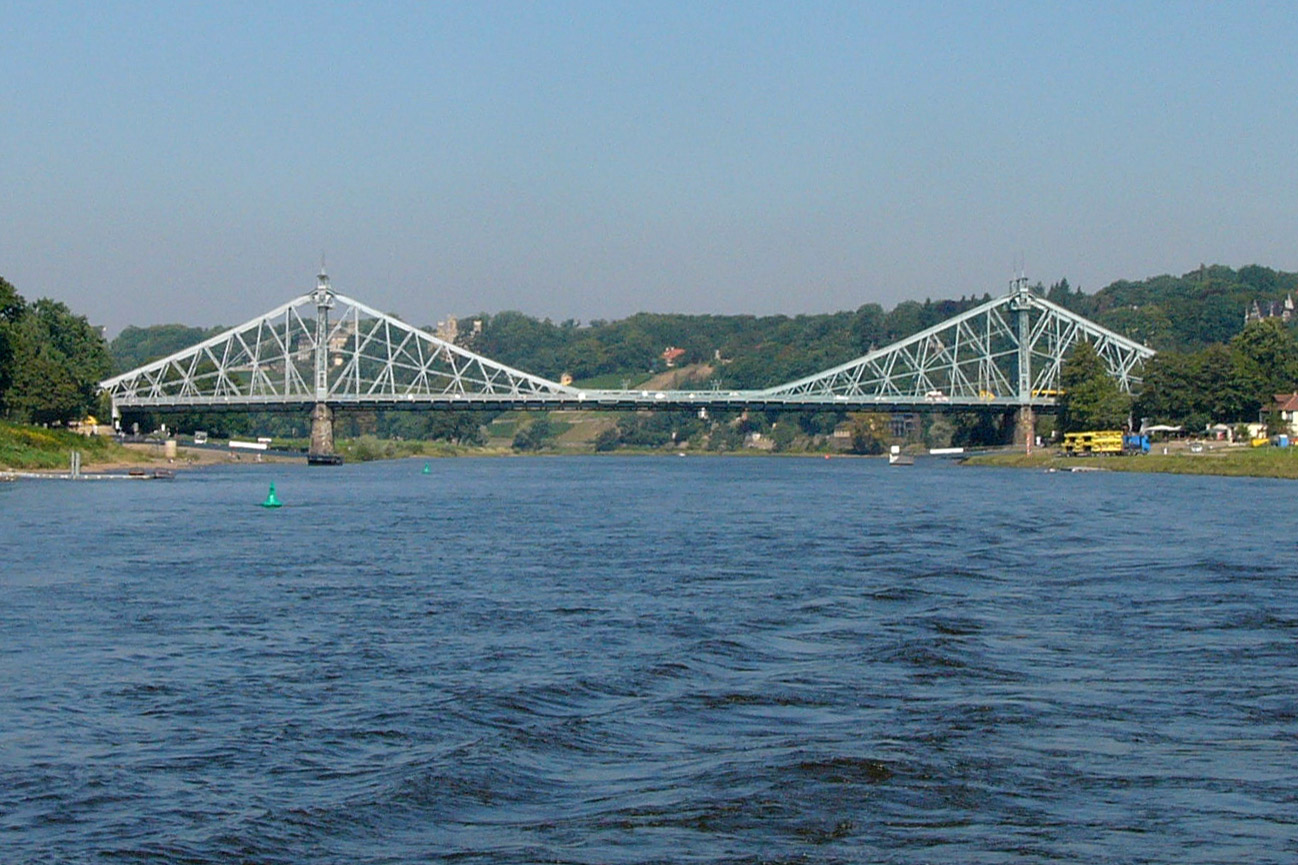
Het Blaues Wunder, de Loschwitzer Brücke, over de Elbe

De stad ligt aan beide kanten van de Elbe, grotendeels in de Dresdense Elbevallei (Dresdner Elbtalweitung), ingebed tussen de uitlopers van het Osterzgebirge, de steile helling van het granieten rotsplateau in Lausitz en het Elbsandsteingebirge. Hier gaat het Noord-Oost-Duitse laagland over in de oostelijke middelgebergten in het zuiden van Oost-Duitsland.
Het noordelijke en noordoostelijke stadsgebied behoren wat de natuur betreft tot het heuvel- en bergland van de regio Wetslausitz (de Dresdner Heide en het Schönfelder Hochland). In het zuiden kenmerken de afvloeiingen van het Erzgebirge en de hoogtes de overgang naar het oostelijke Erzgebirgevorland (specifieker aangeduid als Dresdner Erzgebirgsvorland en Meißner Hochland). Het Elbe-dal van Dresden maakt deel uit van het Saksische Elbland. Het Bundesamt für Naturschutz heeft Dresden volledig ingedeeld in de regio ‘D19 Sächsisches Hügelland und Erzgebirgsvorland’.
Als hoogtereferentie voor Dresden geldt de Altmarkt als centraal punt in de stad met 113 meter boven het normale nulpunt. Het nulpunt van de waterstand van de Elbe ligt op 102,73 meter. Het hoogste punt van het stadsgebied vormt de rechts van de Elbe gelegen 383 meter hoge Triebenberg, het laagste punt ligt aan de oever van de Elbe in Niederwartha met 101 meter.
De stad is, na deels grote inlijvingen, wat betreft het oppervlak de vierde grootste stadsgemeente van Duitsland, na Berlijn, Hamburg en Keulen en nog voor Bremen en München. Ze staat op de dertiende plaats in de lijst van Duitse gemeenten met de grootste oppervlakte. De stadsgrens is 139,65 kilometer lang. Het stadsgebied beslaat in de lengte (van noord naar zuid) 22,6 kilometer en de breedte (van west naar oost) bedraagt 27,1 kilometer.
Door het stadsgebied stromen behalve de bevaarbare Elbe (lengte in het stadsgebied: 30 km) de beide zijrivieren die aan de linkerkant in het Osterzgebirge ontspringen: de Weißeritz en de Lockwitzbach en de aan de rechterkant toestromende Prießnitz. Daarnaast lopen er door het stadsgebied wat kleinere stromen zoals de Kaitzbach of de Lausenbach.

### Natuur

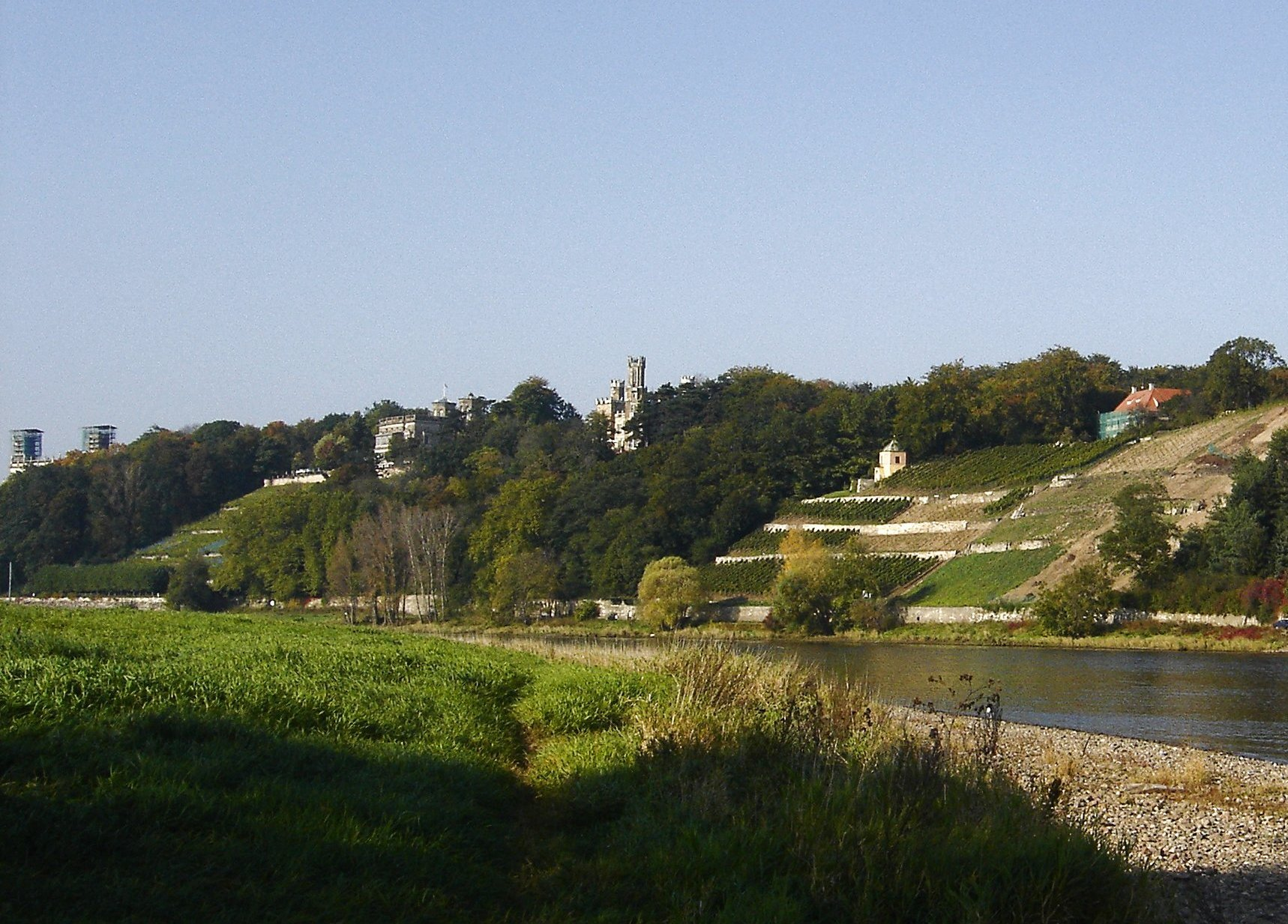
Het glooiende Elbedal met de Elbschlösser.

In de buurt van de drie langs de Elbe gelegen kastelen (de Elbschlösser) gaan de Dresdner Heide en de Elbeweides in elkaar over.
Dresden behoort na grote inlijvingen, met 63% bos- en groenoppervlak, tot de groenste grote steden van Europa, waarbij de Dresdner Heide met 5.876 ha het grootste aaneengesloten bosgebied is. In totaal heeft Dresden 7.341 ha bos- en 676 ha wateroppervlak. Het stadsgebied telt 4 natuurreservaten die 241 ha beslaan en 11 beschermde natuurgebieden van in totaal meer dan 12.000 ha, deels in overeenstemming met 10 FFH-gebieden met een oppervlak van een kleine 1.900 ha. Tuinen, lanen, parken en begraafplaatsen die onder monumentenzorg vallen vormen samen 112 natuurmonumenten met 140 ha of 15 beschermde gebieden met 71 ha. Daarnaast liggen in het stadsgebied drie vogelbeschermingsgebieden met 1.612 ha.
Het Elbedal bij Dresden werd in 2004 UNESCO-werelderfgoed. Men streefde ernaar de cultureel-landschappelijke elementen te behouden. De natuur- en cultuurgebieden van de Elbeweides, met een lengte van bijna 20 km door het stadsgebied, worden in de binnenstad echter onderbroken. Op een centraal punt worden zij ontsierd door de brede Waldschlößchenbrücke, die van 2007 tot 2013 werd aangelegd. Deze brug is de reden dat, na een jarenlange controverse, UNESCO in 2009 besloot het Elbedal weer van de werelderfgoedlijst te schrappen.
Vanwege de ligging van Dresden aan de Elbe en aan de bijrivieren uit het Osterzgebirge moest bij de ontwikkeling van de stad rekening worden gehouden met hoogwaterbescherming. Open gebieden werden daarom behouden en oude rivierarmen bleven zoveel mogelijk onbebouwd. Verder zijn er vloedgeulen getrokken die het water sneller af moeten voeren. Er zijn daarentegen nauwelijks systemen om het hoge water te reguleren in de stad, wel in het ten zuiden van de stad gelegen Erzgebirge en aan de bovenloop van de Elbe.

### Klimaat

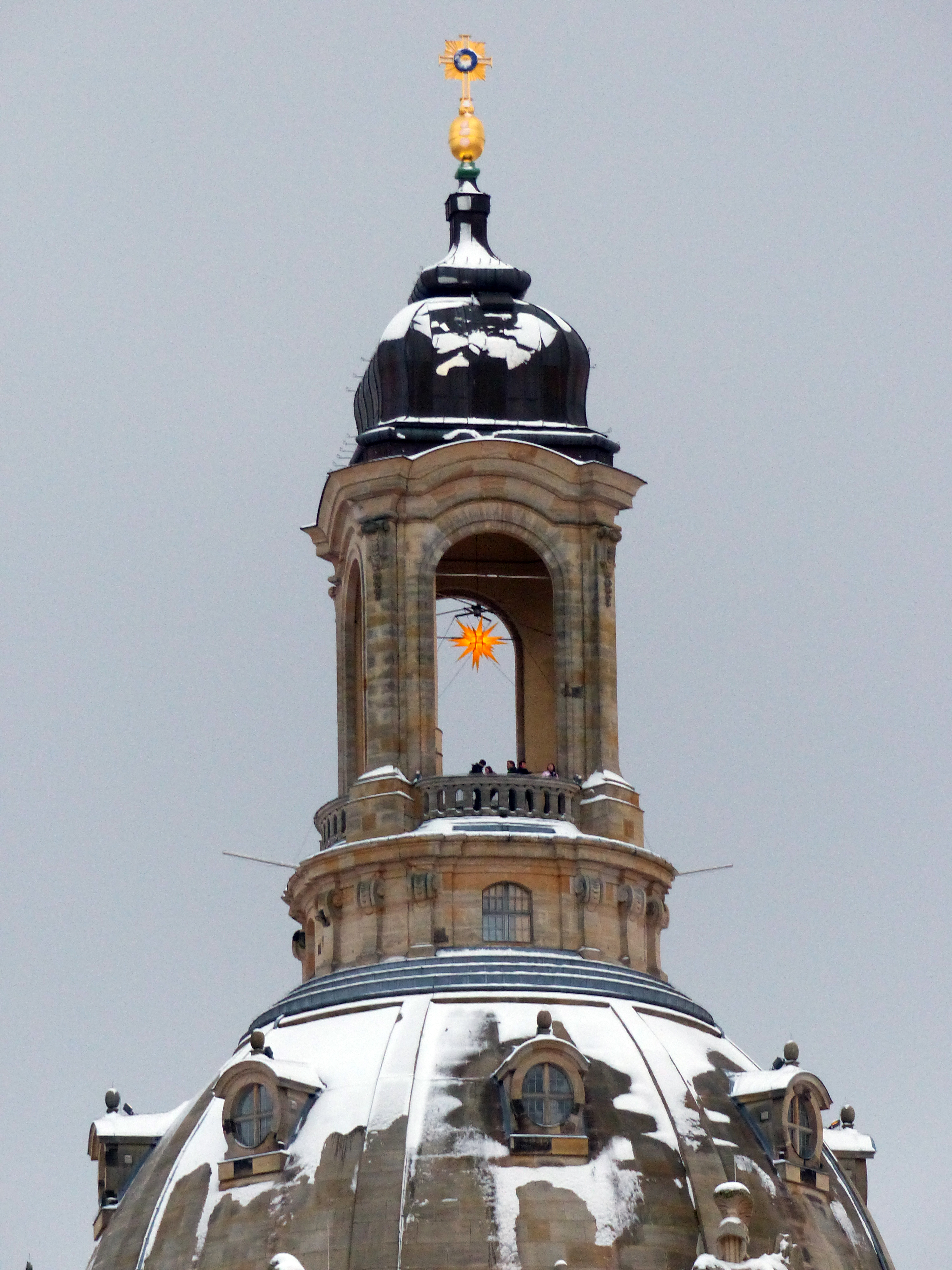
De Frauenkirche, bedekt onder een laag sneeuw

Dresden ligt met zijn vochtige klimaat in de koelgematigde klimaatzone, maar een overgang naar het landklimaat is merkbaar. Het grootste deel van het bewoonde stadsgebied ligt in het Elbe-dal. Daar heerst een zachter klimaat dan in de stadsdelen op de hellingen en in het heuvelland in de nabije omgeving. Het weerstation Dresden-Klotzsche bevindt zich aan de noordelijke stadsrand boven het Elbe-dal. Hier, op 227 meter boven zeeniveau, is het het hele jaar ongeveer 1-2 graden koeler dan in de binnenstad.
In de periode 1981 tot 2010 was de gemiddelde temperatuur in Klotzsche in januari 0,1 °C en in juli 19,0 °C. De maandtemperaturen in de binnenstad komen bij benadering overeen met de temperaturen in de steden in het zuidwesten van Duitsland. Met een gemiddelde jaartemperatuur van 10,4 °C in het centrum behoort Dresden tot de warmste steden van Duitsland. Vooral in de zomer is de ligging tussen de warme Lausitz en het koelere Erzgebirge van belang. Op sommige dagen lopen de temperatuurverschillen tussen de beide regio’s op tot 10 graden. De stadsgrens is dan in zekere zin tegelijkertijd een isotherm. Bij föhnweer kan het Erzgebirge een verwarmend effect hebben op Saksen.
Februari is met een langjarig gemiddelde (1981-2010) van minder dan 40 mm neerslag de droogste maand van het jaar en juli de natste. Daarbij valt in de westelijke stadsdelen (Station Dresden-Gohlis, 591 mm) gemiddeld circa 10% minder neerslag dan in de stadsdelen in het oosten (Station Dresden-Hosterwitz, 670 mm). De grootste hoeveelheid regen binnen 24 uur viel op 12 augustus 2002 met 158 mm. De zogeheten Vb-weersituatie, die deze grote hoeveelheid neerslag tot gevolg had en die het gehele Saksische en Boheemse gebied betrof, had een flinke overstroming van de Elbe tot gevolg.
| Gemiddelde maandelijkse temperatuur en neerslag |      |      |      |      |      |      |      |      |      |      |      |      |       |
| ----------------------------------------------- | ---- | ---- | ---- | ---- | ---- | ---- | ---- | ---- | ---- | ---- | ---- | ---- | ----- |
|                                                 | Jan  | Feb  | Mar  | Apr  | Mei  | Jun  | Jul  | Aug  | Sep  | Okt  | Nov  | Dec  |       |
| Max. temperatuur (°C)                           | 2,7  | 4,1  | 8,4  | 12,9 | 18,7 | 21,3 | 23,6 | 23,7 | 18,8 | 13,5 | 6,9  | 4    | 13,3  |
| Min. temperatuur (°C)                           | −2,2 | −1,8 | 1,3  | 3,9  | 8,6  | 11,8 | 13,7 | 13,6 | 10,4 | 6,4  | 1,9  | −0,6 | 5,6   |
|                                                 |      |      |      |      |      |      |      |      |      |      |      |      |       |
| Neerslag (mm)                                   | 44,3 | 34,9 | 43,1 | 47,3 | 60   | 68,5 | 82   | 77,9 | 49,6 | 44,5 | 53,5 | 56,9 | 662,5 |
|                                                 |      |      |      |      |      |      |      |      |      |      |      |      |       |
| Zonuren (h/d)                                   | 1,8  | 2,7  | 3,6  | 4,9  | 6,5  | 6,7  | 6,8  | 6,4  | 4,9  | 4,1  | 2    | 1,5  | 4,3   |
|                                                 |      |      |      |      |      |      |      |      |      |      |      |      |       |
| Regendagen (d)                                  | 9,8  | 8,9  | 8,8  | 9,3  | 8,6  | 10,5 | 10,3 | 9,2  | 8,3  | 8,2  | 10,6 | 11,1 | 113,6 |
|                                                 |      |      |      |      |      |      |      |      |      |      |      |      |       |
| Luchtvochtigheid (%)                            | 84   | 82   | 76   | 72   | 70   | 72   | 69   | 71   | 77   | 79   | 83   | 85   | 76,6  |

### Omgeving
Nabijgelegen Duitse grote steden zijn Chemnitz (80 km ten zuidwesten van Dresden), Leipzig (100 km ten noordwesten van Dresden) en Berlijn (200 km ten noorden van Dresden). 150 km ten zuiden van de stad ligt de Tsjechische hoofdstad Praag; 230 km ten oosten van Dresden ligt Breslau (Wrocław), de meest nabije partnerstad van Dresden.
In de omgeving liggen de Landkreis Bautzen met de stad Radeberg, de Landkreis Sächsische Schweiz-Osterzgebirge met de steden Pirna, Heidenau en Freital en de Landkreis Meißen met Moritzburg en de stad Radebeul. Al deze steden grenzen direct aan Dresden en vormen de kern van de agglomeratie Dresden. Iets verder liggen Meißen, Riesa en de in de bergen gelegen stad Freiberg. Verdere aangrenzende gemeenten zijn de steden Wilsdruff en Klipphausen in het westen, Radeburg, Ottendorf-Okrilla en Wachau in het noorden en Arnsdorf en Dürrröhrsdorf-Dittersbach in het oosten. Direct ten zuiden van Dresden liggen Dohna, Kreischa en Bannewitz.
Dresden is lid van de Euregio Elbe / Labe.

### Ontwikkeling van het stadsgebied en opbouw van de stad

#### Stadsdelen en inlijvingen

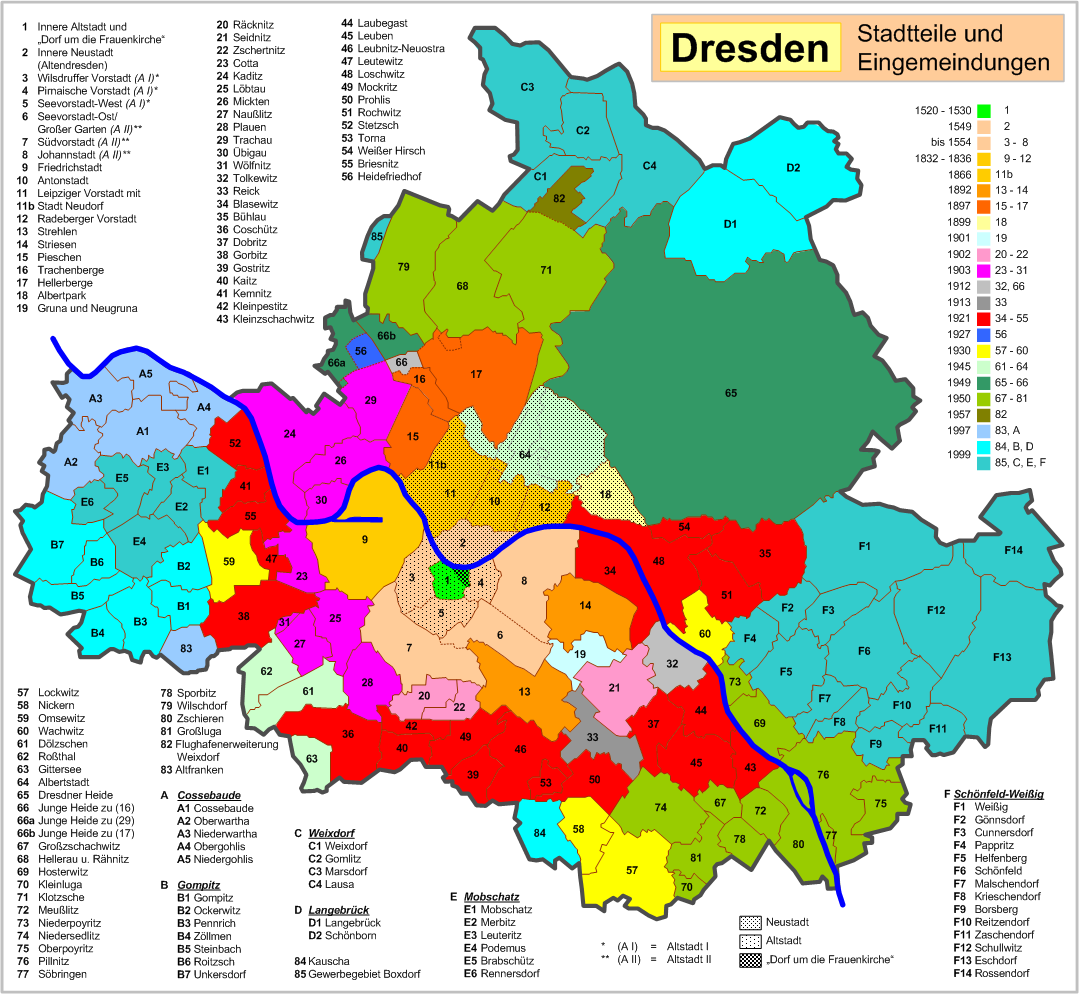
De huidige stadsdelen van Dresden

Oorspronkelijk lag het oudste deel van de stad aan de rechterkant, dus ten noorden, van de Elbe. Het stadsdeel Altendresden bestaat tegenwoordig niet meer. Nadat het afbrandde werd het in 1732 als Neue Königliche Stadt, later simpelweg Neustadt genoemd, opnieuw aangelegd en komt overeen met de tegenwoordige Inneren Neustadt. Het stadsdeel ten zuiden van de Elbe wordt daarom intussen de historische Altstadt (binnenstad) genoemd. Het vlakkere zuidelijker gelegen dallandschap had een positief effect op de ontwikkeling, zodat de gehele stad naar het zuiden is verplaatst. De stad breidt zich niet gelijkmatig uit, maar volgt het dal respectievelijk in zuidoostelijke en noordwestelijke richting. Aanvankelijk groeide Dresden overal door de voorsteden die bij de stadsvesting vooraan lagen.
Vanaf 1835 werden omliggende gemeenten ingelijfd waarmee Dresden zich naar het noorden en westen uitbreidde. Sinds die tijd zijn 65 plattelandsgemeenten, de vier Gutsbezirke Albertstadt, Wilder Mann, het Gorbitzer en het Pillnitzer Kammergut alsook de stad Klotzsche bij Dresden ingelijfd. Landgemeenten die na 1990 zijn ingelijfd, verkregen binnen de gemeentestructuur formeel de speciale status ‘Ortschaft’. De inlijving van Schönfeld-Weißig in het oosten van het stadsgebied was de grootste.
Dresden is niet alleen door de inlijvingen in de jaren 90 van de 20e eeuw een uitgestrekte stad met verschillende structuren in de afzonderlijke stadsdelen. Veel stadsdelen hebben een eigen dorpskern die in stand is gebleven; enkele zijn helemaal dorps gebleven. Andere kenmerkende structuren zijn die van de voorsteden, van de verspreide bebouwing met stadsvilla’s en systeembouwwijken. Daarnaast zijn er veel stadsdelen die voor een deel die dicht bij elkaar verschillende structuurkenmerken hebben.
De stadsdelen die tot de oorspronkelijke stad behoorden, zijn de stadsdelen die in de huidige structuur bijna allemaal onderdeel zijn van de Ortsamten Altstadt en Neustadt. Naast deze binnen de stadsvesting gelegen delen ontstonden er buiten de stadsmuren, maar meestal wel nog op Dresdens grondgebied, voorsteden. Die werden deels op bevel van de Saksische heersers aangelegd en werden voor een deel naar hen genoemd (Friedrichstadt, Albertstadt, Johannstadt). Andere Dresdense voorsteden werden naar stadstorens en uitvalswegen (Wilsdruffer Vorstadt, Pirnaische Vorstadt) of naar, niet meer bestaande, natuurkenmerken (Seevorstadt) genoemd. De Antonstadt is inmiddels veelal als Äußere Neustadt bekend. De andere, naar koningen genoemde, voorsteden bleven als zodanig bekend. Later, met name in de 19e eeuw, groeide de stad omdat meer dorpen dichter bebouwd werden. Het begrip voorstad werd na de Eerste Wereldoorlog niet meer voor nieuwe stadsdelen gebruikt.
Van 1957 tot 1991 was het stadsgebied ingedeeld in de vijf stadsdistricten Dresden-midden, -oost, - west, -zuid en –noord.

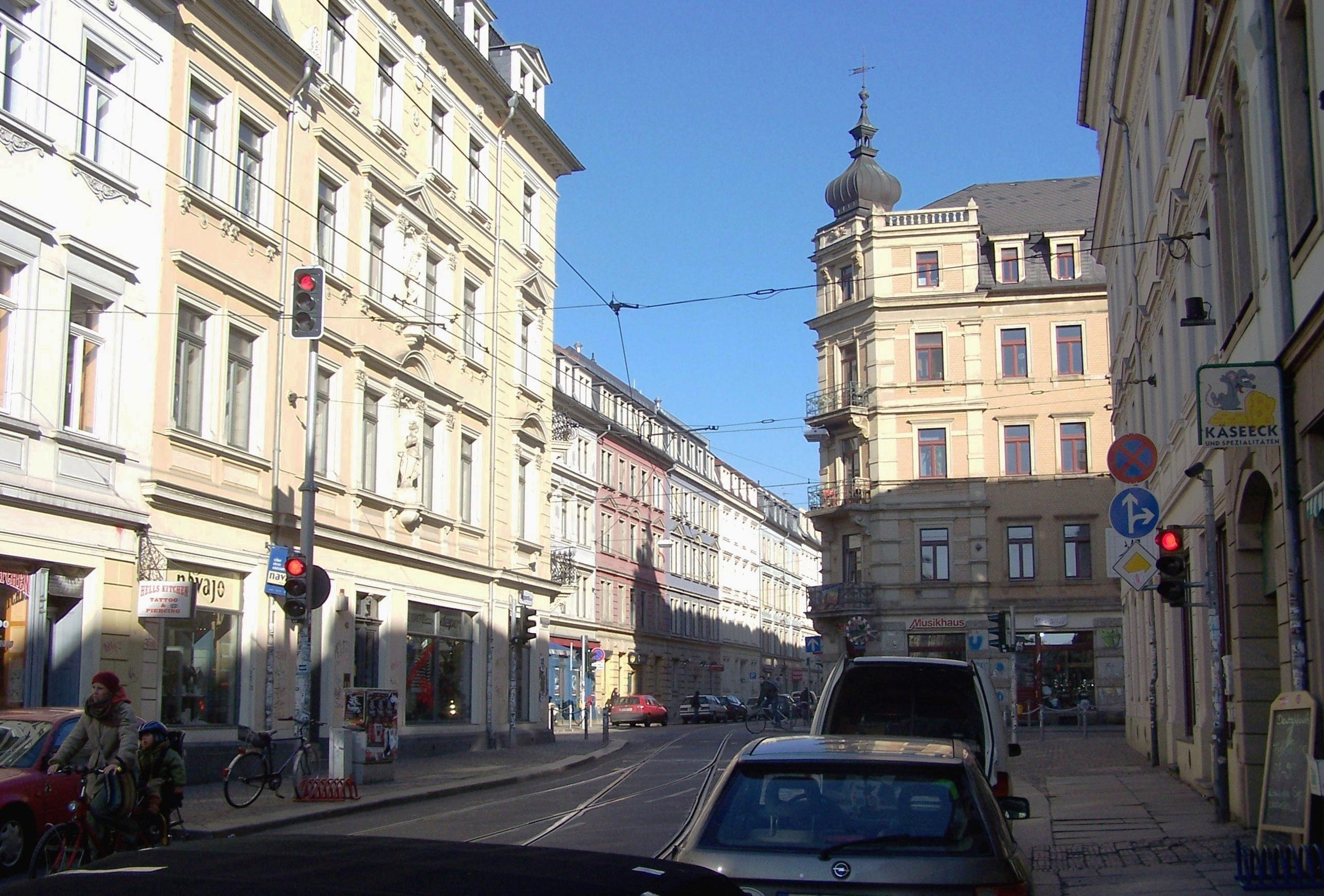
Äußere Neustadt
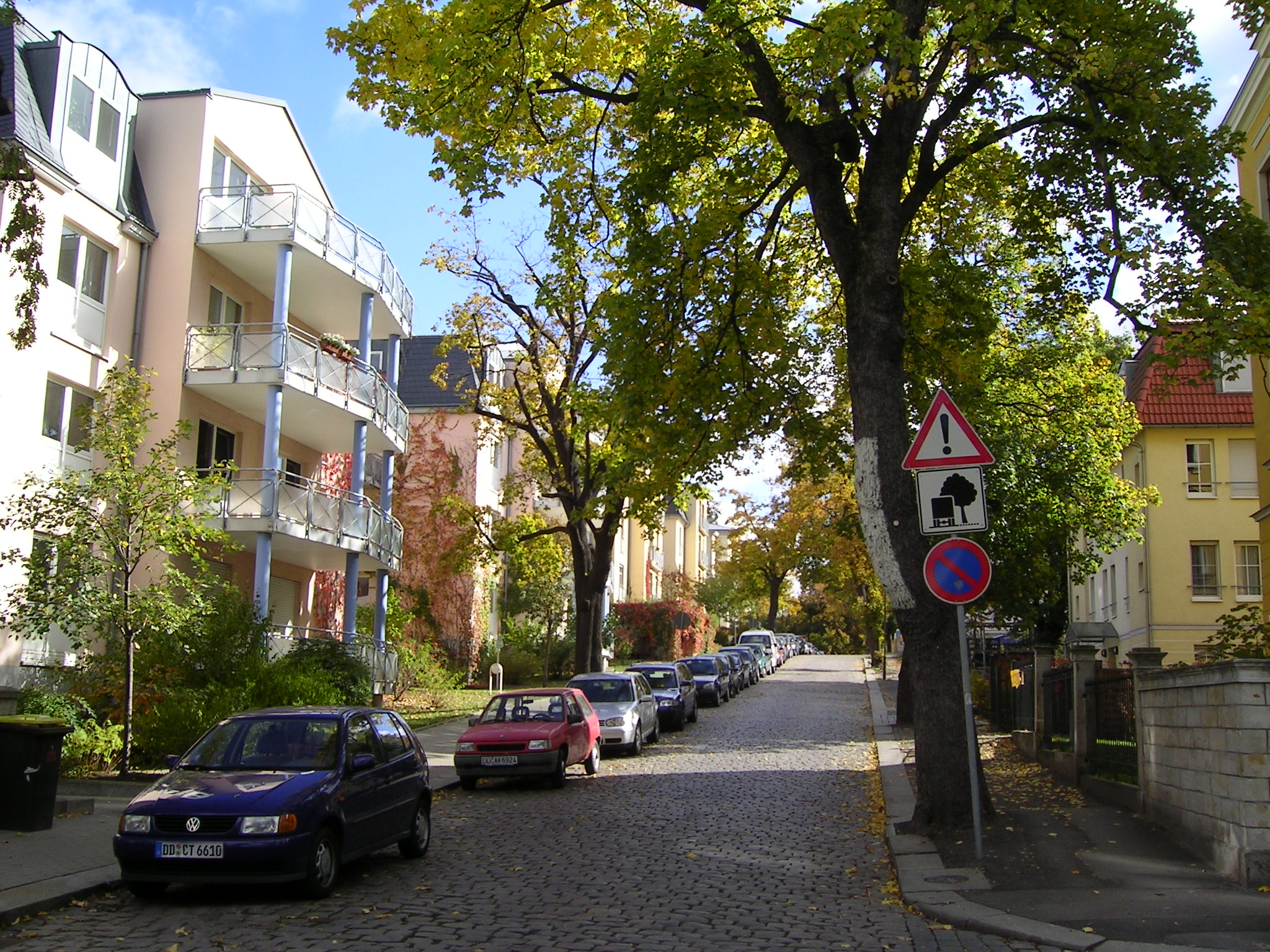
Radeberger Vorstadt
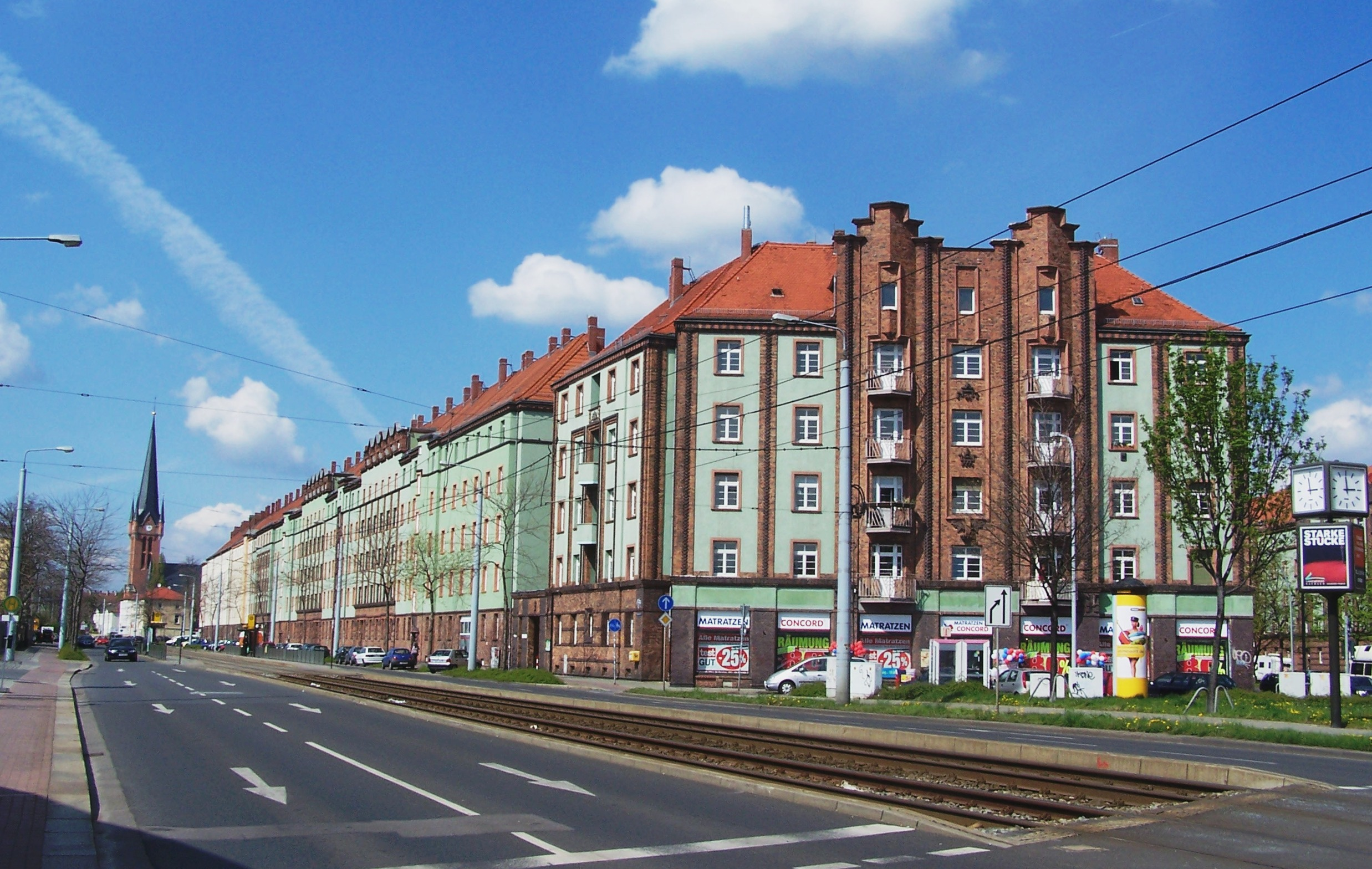
Leipziger Vorstadt
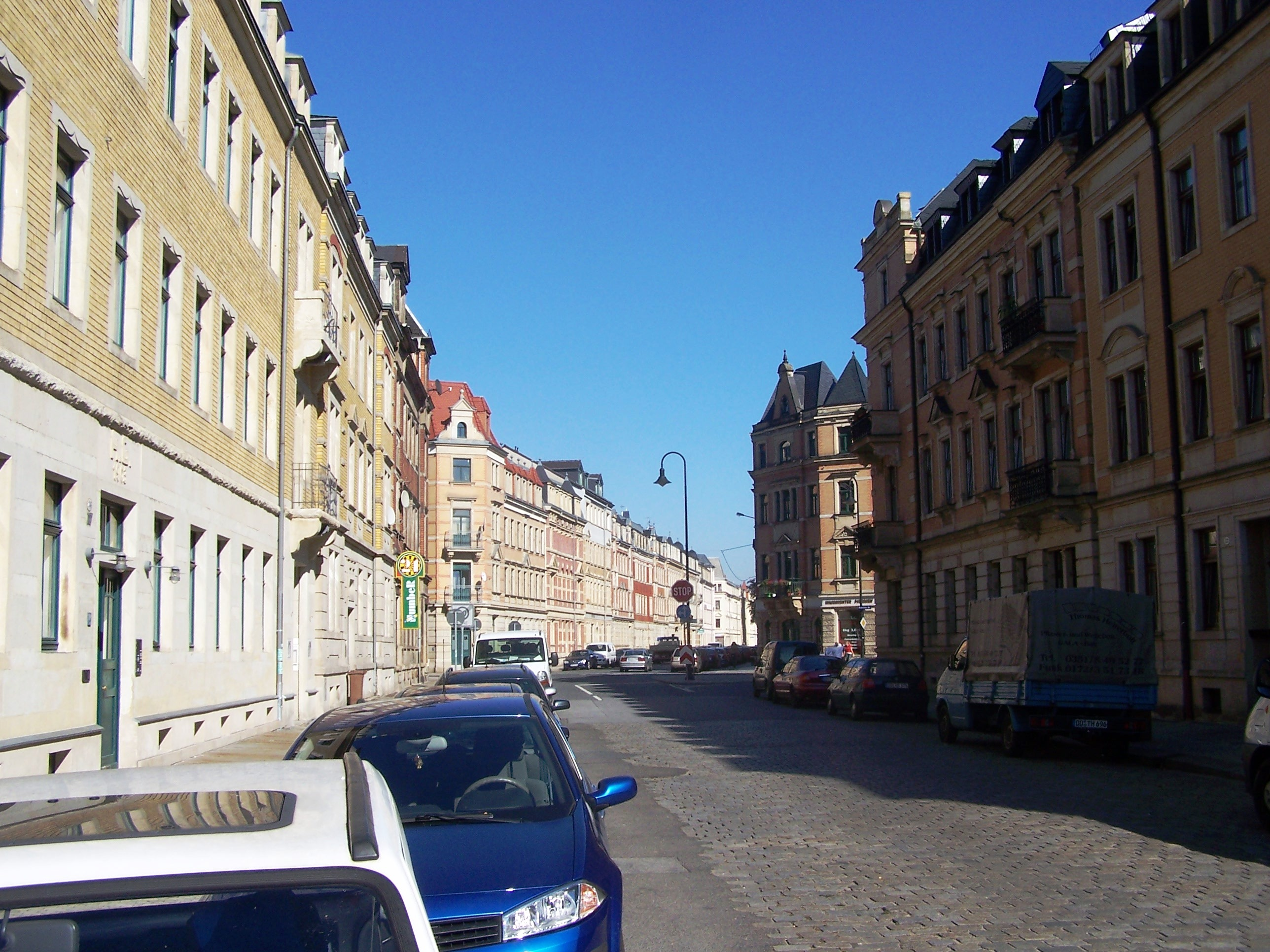
Pieschen – in 1897 ingelijfd
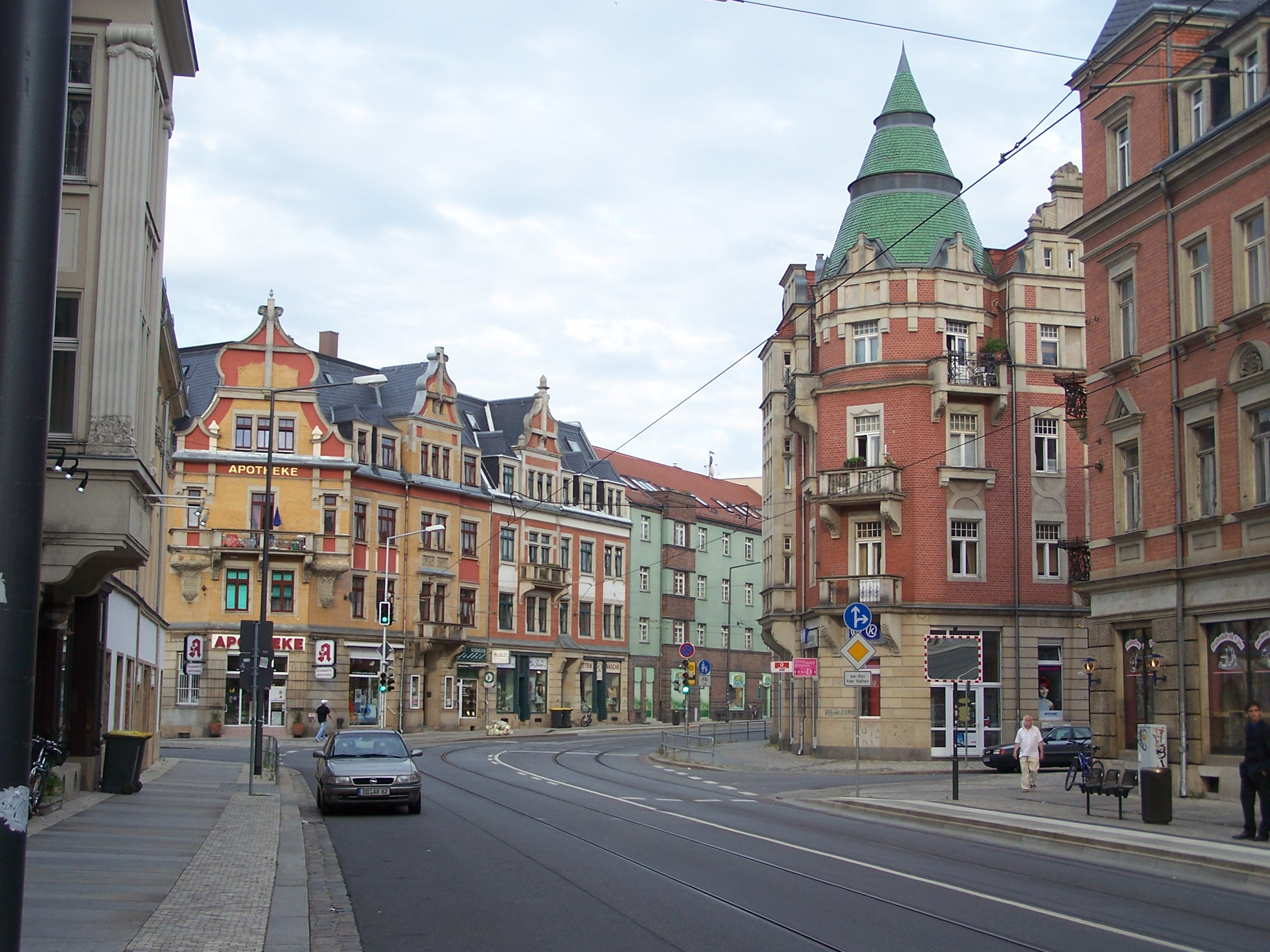
Trachau – in 1903 ingelijfd
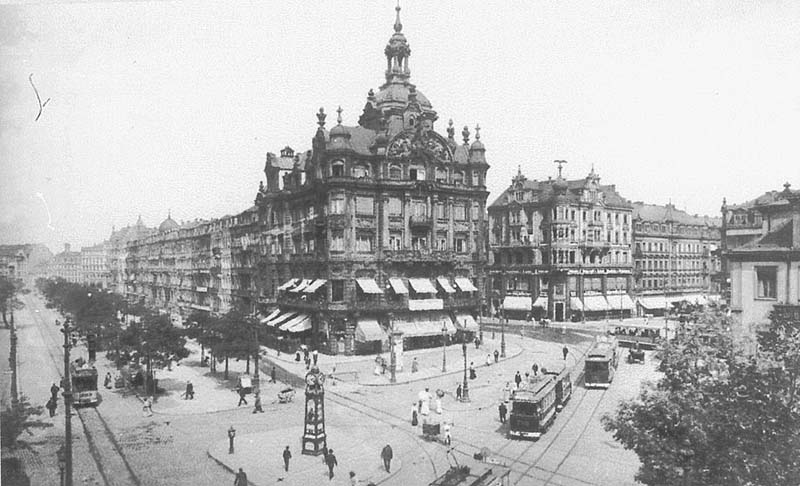
Pirnaische Vorstadt met het vroegere Kaiserpalast
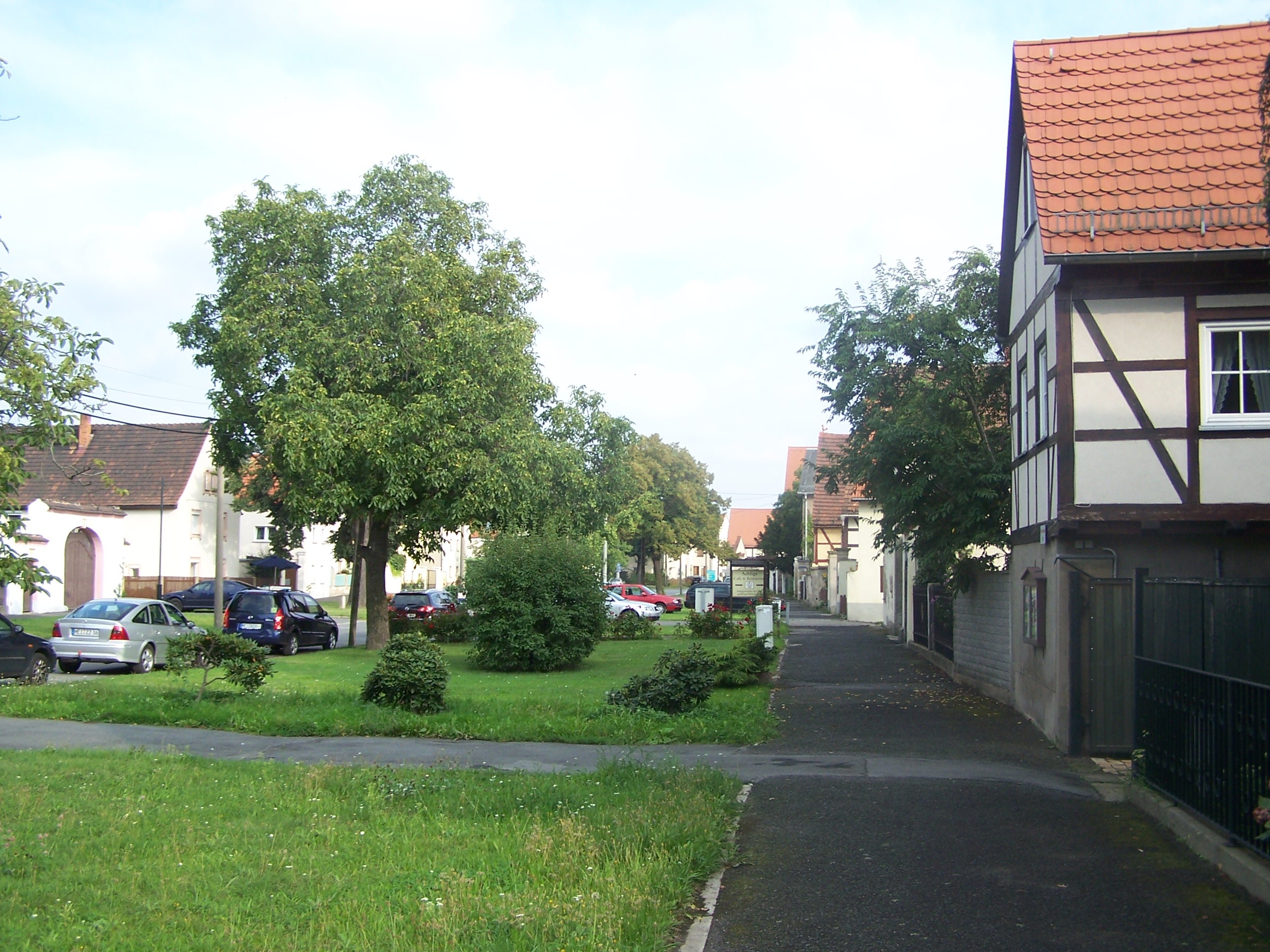
Kaditz – in 1903 ingelijfd
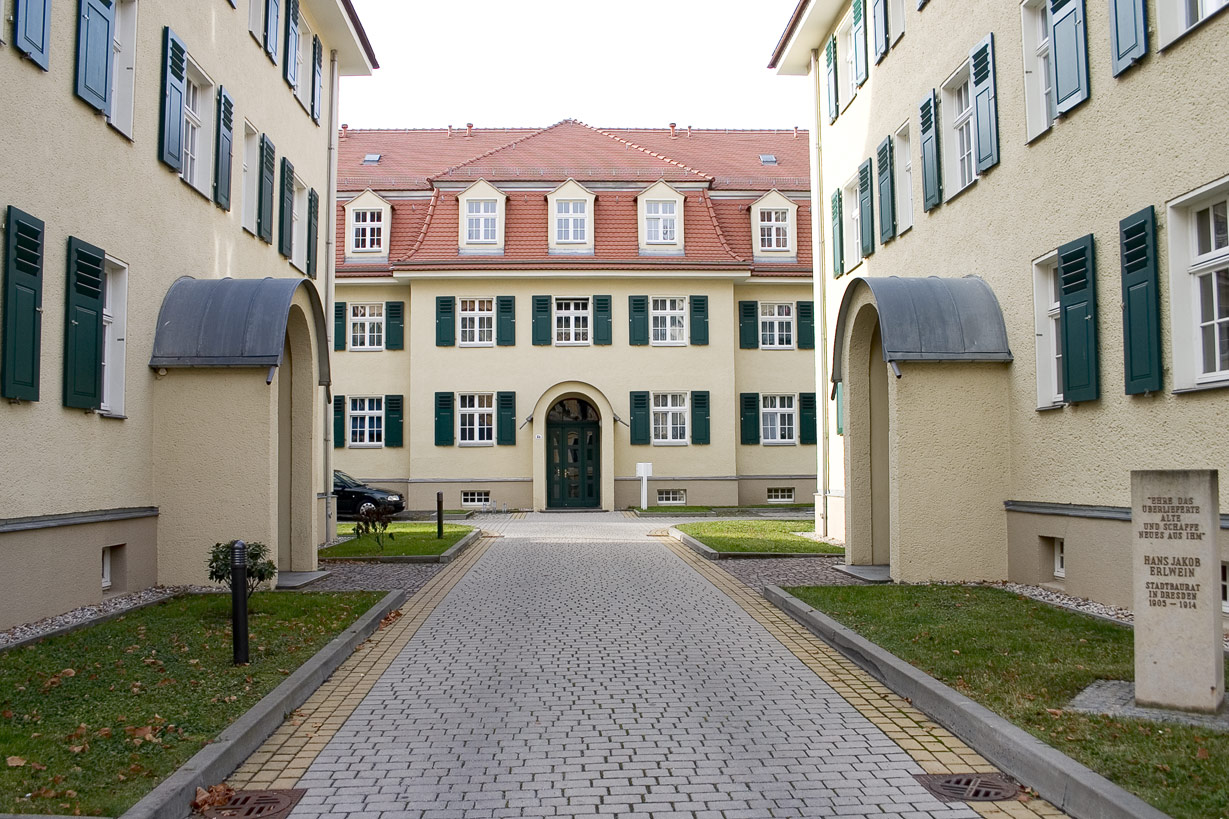
Löbtau – in 1903 ingelijfd
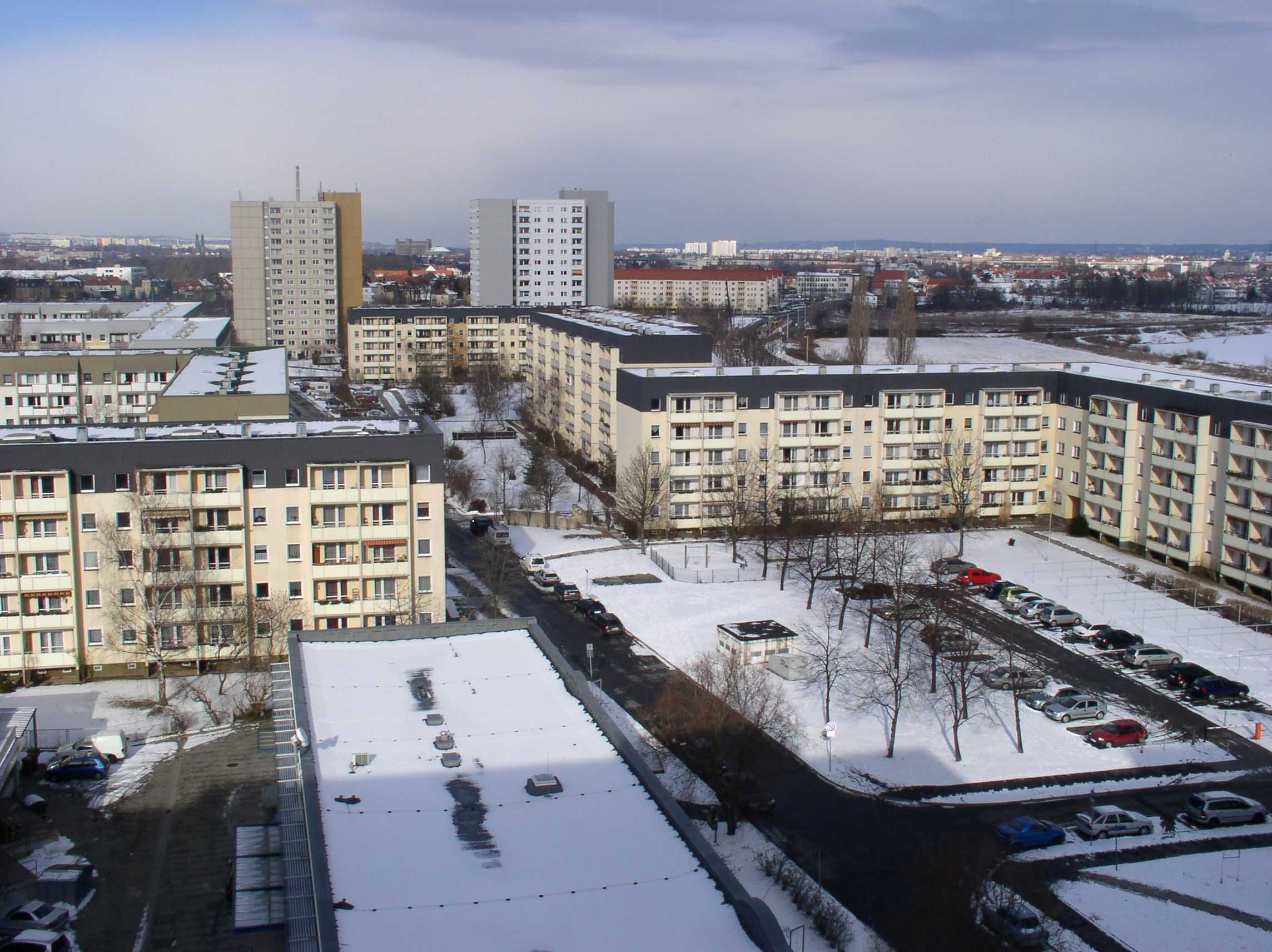
Leuben – in 1921 ingelijfd
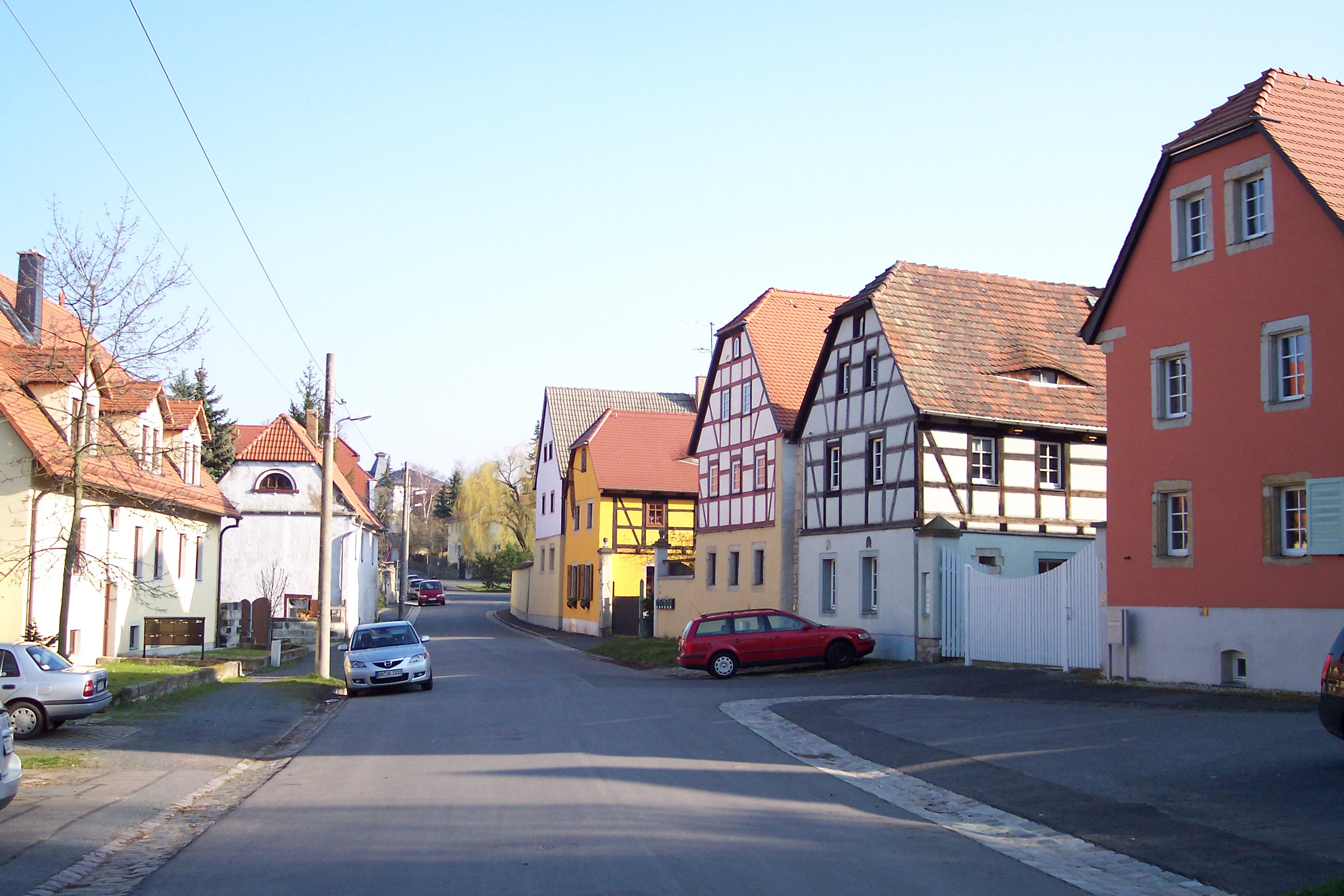
Coschütz – in 1921 ingelijfd
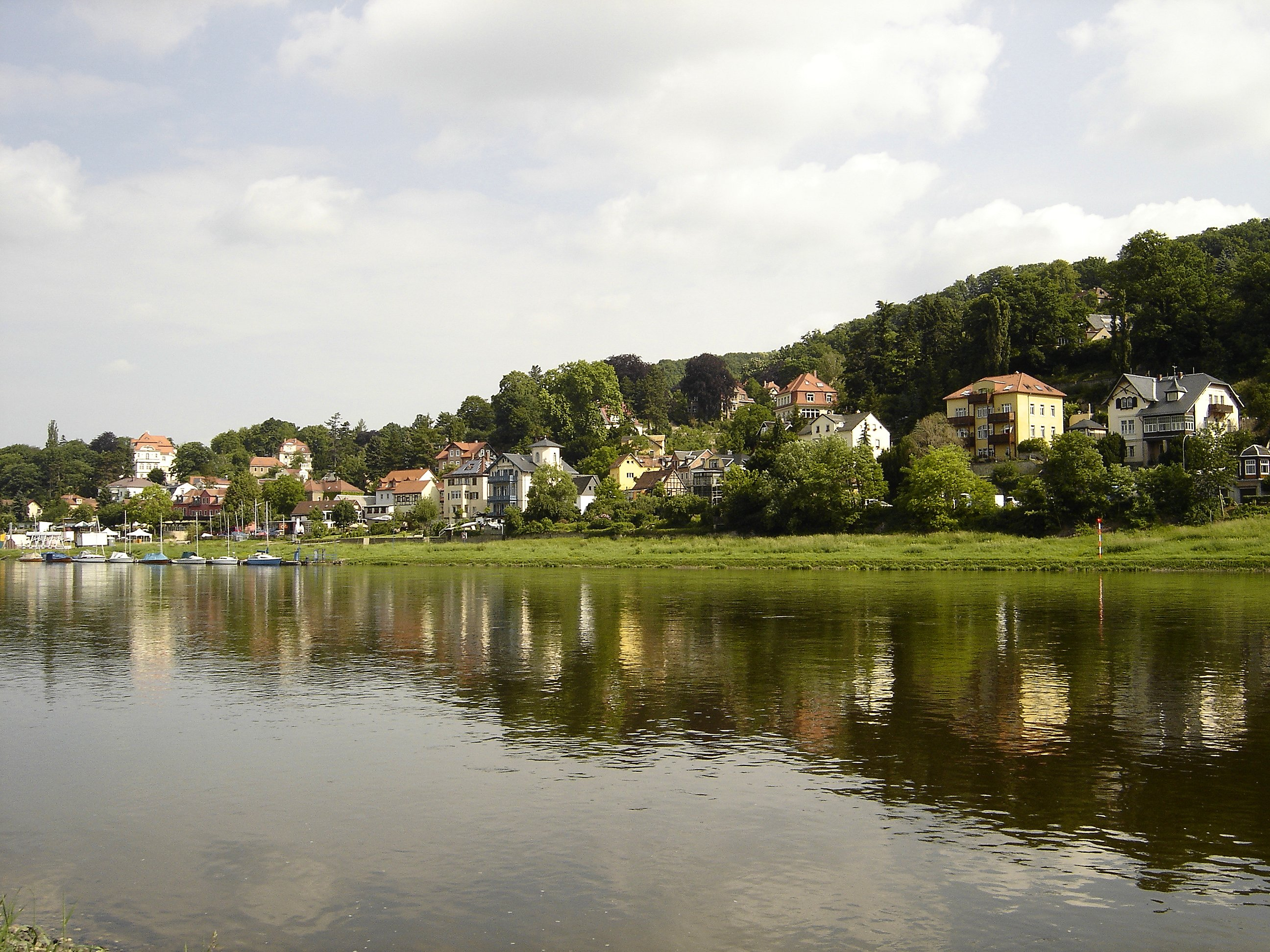
Wachwitz – in 1930 ingelijfd

#### Ortsamtsbereichen en Ortschaften

De Ortsamtsbereichen (lichtgrijs) en Ortschaften (donkergrijs) van Dresden

Sinds 1991 wordt de indeling in tien Ortsamtsbereichen (voor het stadsgebied van voor 1990) en negen Ortschaften (na 1990 ingelijfde gebieden) gehanteerd.
Ortsamtsbereichen zijn respectievelijk Stadtteilen en Ortsteilen van het stadsgebied per 31 december 1990 en hebben elk een Ortsamt, dat wil zeggen een gemeentehuis ter plaatse, en een Ortsbeirat (adviesraad) in de zin van de in paragraaf 71 van de Saksische gemeentewet genoemde Stadtbezirksrat (stadsdeelraad). Deze dient bij alle belangrijke zaken die betrekking hebben op het Ortsamtsbereich door de Stadtrat en zijn commissies te worden gevolgd. 
Voorzitter van de Ortsbeirat is de burgemeester of een persoon die de burgemeester daartoe gemachtigd heeft. Deze persoon is in de regel het hoofd van de bestuur van het Ortsamtsbereich (Ortsamtsleiter). De vrijwillige leden van de Ortsbeiraten worden door de Stadtrat gekozen volgens een evenredige partijen- en lijstenverdeling, die wordt afgestemd op de uitslag van de verkiezingen van de Stadtrat in het betreffende Ortsamtsbereich. De Ortsbeiraten (als personen) moeten woonachtig zijn in het betreffende Ortsamtsbereich.
Het Ortsamtsbereich met het hoogste inwonertal is dat van Blasewitz, dat van Loschwitz heeft het grootste oppervlak. De Dresdner Innenstadt ligt in de Ortsamtsbereichen Altstadt en Neustadt.
Bij de negen Ortschaften, die deels uit meerdere Ortsteilen bestaan, betreft het (met uitzondering van de Ortschaften Oberwartha en Schönborn) pas aan het einde van de jaren 90 ingelijfde gemeenten die tot dan toe zelfstandig waren. Het Ortsteil Kauscha vormt ook een uitzondering, dat hoorde tot 1999 bij Bannewitz en is bij het Ortsamt Prohlis ingelijfd.
In totaal zijn vijf bestuursorganen voor de Ortschaften opgericht, alleen het Ortschaft Altfranken wordt door het Ortsamt Cotta meebestuurd.
Elk Ortschaft heeft een Ortschaftsrat (stadsdeelraad), die, in tegenstelling tot de Ortsbeiraten (adviesraden), direct door de burgers van het Ortschaft tegelijkertijd met de Stadtrat (gemeenteraad) wordt gekozen. Elke Ortschaftsrat kiest een Ortsvorsteher (hoofd van een stadsdeel) voor zijn Ortschaft. In tegenstelling tot de Ortsbeiraten hebben de Ortschaftsraten eigen beslissingsbevoegdheden en een eigen budget binnen de stadsbegroting waarover zij zelf beschikken. Voor zover hun beslissingsbevoegdheden niet in het Saksische gemeenterecht zijn vastgelegd, regelen de betreffende inlijvingsverdragen (Eingemeindungsverträge) hun bevoegdheden tot in detail.
Het grootste en dichtstbevolkte Ortschaft is Schönfeld-Weißig, dat het Schönfelder Hochland bestrijkt. Dit Ortschaft is ontstaan uit meerdere voormalige gemeenten die zich in de jaren 90 eerst als gemeente Schönfeld-Weißig hadden verenigd.
De invoering van de ‘Ortschaftsverfassung für das gesamte Stadtgebiet Dresdens’ (Ortschaftsgrondwet voor het gehele stadsgebied van Dresden) die jarenlang alleen officieus bediscussieerd werd, was in 2014 een thema in de verkiezingsstrijd en moet voor de volgende gemeenteraadsverkiezing in 2019 worden ingevoerd.

#### Ortsamtsbereiche
- Altstadt, met: Innere Altstadt, Friedrichstadt, Johannstadt, Pirnaische Vorstadt, Seevorstadt, Wilsdruffer Vorstadt
- Neustadt, met: Albertstadt, Äußere Neustadt, Innere Neustadt, Leipziger Vorstadt, Radeberger Vorstadt
- Pieschen, met: Pieschen, Trachenberge, Mickten, Kaditz, Trachau, Übigau
- Klotzsche, met: Klotzsche, Hellerau, Hellerberge, Wilschdorf
- Loschwitz, met: Loschwitz, Weißer Hirsch, Rochwitz, Wachwitz, Niederpoyritz, Hosterwitz, Söbrigen, Oberpoyritz, Bühlau, Pillnitz, Dresdner Heide
- Blasewitz, met: Blasewitz, Striesen, Tolkewitz, Gruna, Dobritz, Seidnitz
- Leuben, met: Leuben, Laubegast, Alttolkewitz, Kleinzschachwitz, Zschieren, Meußlitz, Großzschachwitz, Sporbitz, Niedersedlitz, Dobritz
- Prohlis, met: Großluga, Kleinluga, Kauscha, Leubnitz-Neuostra, Lockwitz, Nickern, Niedersedlitz, Prohlis, Reick, Strehlen, Torna, Teile
- Plauen, met: Plauen, Südvorstadt, Coschütz, Gittersee, Kaitz, Kleinpestitz, Mockritz, Gostritz, Räcknitz, Zschertnitz
- Cotta, met: Briesnitz, Kemnitz, Stetzsch, Cotta, Omsewitz, Leutewitz, Gorbitz, Wölfnitz, Löbtau, Naußlitz, Roßthal, Dölzschen

#### Ortschaften
- Altfranken
- Cossebaude, met: Gohlis, Niederwartha, Cossebaude, Neu-Leuteritz
- Gompitz, met: Gompitz, Ockerwitz, Pennrich, Roitzsch, Steinbach, Zöllmen, Unkersdorf
- Langebrück
- Mobschatz, met: Alt-Leuteritz, Brabschütz, Merbitz, Mobschatz, Podemus, Rennersdorf
- Oberwartha
- Schönborn
- Schönfeld-Weißig, met: Borsberg, Cunnersdorf, Eichbusch, Eschdorf, Gönnsdorf, Helfenberg, Krieschendorf, Malschendorf, Pappritz, Reitzendorf, Rockau, Rossendorf, Schönfeld, Schullwitz, Weißig, Zaschendorf
- Weixdorf, met: Weixdorf, Marsdorf, Lausa, Friedersdorf, Gomlitz

## Bevolking

Ontwikkeling van het aantal inwoners van Dresden in de periode 1871-2016.

Aan het begin van de 20e eeuw behoorde Dresden tot de vijf dichtstbevolkte steden van Duitsland. In 1933 werd met 642.143 inwoners het hoogste inwonertal in de geschiedenis van de stad bereikt. Bij de volkstelling op 17 mei 1939 werden 629.713 inwoners, waarvan 281.379 mannen en 348.334 vrouwen, geteld. Door de Tweede Wereldoorlog nam de stadsbevolking af tot ongeveer 468.000 (telling van 1946).
Tot het midden van de jaren 80 nam de bevolking toe tot circa 520.000 inwoners. Daarna daalde het aantal inwoners dat in het bezit was van een woonvergunning door migratie en suburbanisatie naar ongeveer 453.000 in 1998. Het inwonertal lag daarmee, ondanks de inlijvingen, onder het inwonertal van 1946 toen Dresden nog kleiner was. 
Daarna werd het aantal hoger door inlijvingen en steeg het ondertussen permanent door een licht migratie- en geboorteoverschot. Het aantal inwoners bedroeg op 30 juni 2006 exact 500.068 (alleen permanente bewoning). Daarom werd achteraf, na uitgebreid onderzoek, op 12 augustus 2006 een pasgeboren baby symbolisch als 500.000e inwoner van de stad verwelkomd door de burgemeester.
Op 31 december 2015 had Dresden volgens het bevolkingsregister van de hoofdstad van de deelstaat Saksen 548.800 inwoners, 7.496 meer dan op 31 december 2014 (541.304). Met meer dan 6.000 geboorten (in 2012) geldt Dresden als ‘geboortenhoofdstad’ van de Duitse grote steden. Op 31 december 2018 had Dresden volgens het bevolkingsregister van de hoofdstad van de deelstaat Saksen meer dan 554.800 inwoners.

### Migratie
Op 31 december 2015 woonden er circa 20.140 Duitsers met een migratieachtergrond in Dresden (dit betekent dat 3,7% van alle inwoners van Dresden van buitenlandse komaf was én de Duitse nationaliteit had).
Het aandeel buitenlanders (inwoners zonder de Duitse nationaliteit) in Dresden bedroeg op 31 maart 2016 6,2% (ongeveer 34.200 mensen). Van 2010 tot 2014 steeg het aandeel buitenlanders van 4,7% naar 5,1%, respectievelijk van 24.692 naar 27.796 mensen. De meeste buitenlanders die in 2014 naar Dresden kwamen, waren afkomstig uit Syrië (512), Eritrea (216), China (172), India (129), Tunesië (109) en Libië (78). In 2013 nam Dresden 1.333 asielzoekers op, in 2014 1.740. In juli 2015 woonden ongeveer 2.600 asielzoekers in Dresden.

### Spreiding
Het stadsgebied bestaat voor 8.087 hectare uit bebouwd terrein en groene zones. In 2011 waren er in Dresden 292.740 woningen met 286.889 huishoudens.
Bij de vergelijking van de Äußere en de Innere Neustadt is goed zichtbaar hoe fijn gestructureerd en verschillend de stedelijke gebieden bevolkt zijn. De Äußere Neustadt is met meer dan 15.000 bewoners per vierkante kilometer het dichtstbevolkte stadsdeel van Dresden, terwijl de Innere (historische) Neustadt met ongeveer 4.000 inwoners per vierkante kilometer veel minder dichtbevolkt is. Toch ligt deze bevolkingsdichtheid nog ver boven die van de andere stadsdelen.
Het dichtstbevolkte gebied is het Ortsamtsbereich Blasewitz: dit komt vooral door het stadsdeel Striesen en niet zozeer door het oudere deel van de gemeente Blasewitz. Een hoge bevolkingsdichtheid betekent hier geen slechtere woonruimte zoals dat in de tijd van de krappe achterhuizen nog het geval kon zijn. De bouwbeginselen hebben al in de jaren 80 van de 19e eeuw juist geleid tot enerzijds Dresdense villa’s van het type Mehrfamilienhaus (meergezinshuis) en anderzijds hebben zij geleid tot een stadsdeel dat, ondanks de dichte bebouwing, veel groen heeft. Bovendien vormt de Elbe met haar weides de grens van het stedelijke gebied in Blasewitz, waardoor het dichtbevolkte gebied aan de linkerzijde van de Elbe en de zo goed als onbewoonde gebieden van de Dresdner Heide aan de rechterzijde heel dicht bij elkaar liggen. Blasewitz zelf werd pas in 1921 bij Dresden ingelijfd, in die tijd hoorden grote stukken van het tegenwoordige Ortsamtsbereich (Striesen sinds 1892) al bij de stad. De Dresdner Heide ligt in het Ortsamtsbereich Loschwitz, dat met 268 inwoners per vierkante kilometer het dunst bevolkte Ortsamt is.

### Religie

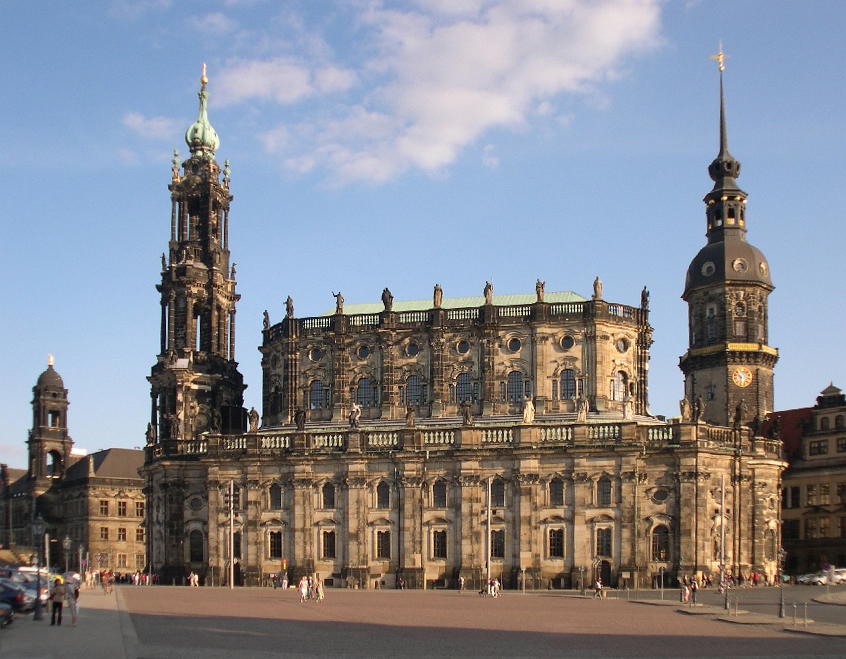
Katholische Hofkirche

In 1539 kreeg Dresden te maken met de Reformatie. Vanaf circa 1571 vertegenwoordigde de stad een streng Lutheranisme. Pas in 1661 vonden er Dresden voor het eerst weer katholieke kerkdiensten plaats. In 1697 bekeerde keurvorst Friedrich August I het hof tot het katholieke geloof om tot koning August II van Polen te kunnen worden gekroond. Katholieke gemeenten werden pas in 1807 gelijkgesteld aan protestantse gemeenten en bleven qua ledental een kleine minderheid.
Het einde van de monarchie heeft na de Eerste Wereldoorlog geleid tot een scheiding van kerk en staat en in 1922 tot de verkiezing van de eerste protestantse landsbisschop. In de DDR-tijd daalde het ledenaantal van de protestantse kerk van circa 85% (1949) naar 22% (1989). In 1980 werd Dresden de zetel van een katholieke bisschop; de Katholische Hofkirche werd daarbij verheven tot kathedraal van het bisdom Dresden-Meißen.
Vandaag de dag (volkstelling 2021) hangt een meerderheid van 80% van de inwoners van Dresden geen religie aan.
Ongeveer 20.000 mensen zijn lid van een rooms-katholieke gemeente en ongeveer 75.000 zijn lid van een Evangelisch-Lutherse gemeente. Dit komt overeen met een aandeel van respectievelijk 4% en 15% van het totale aantal inwoners van de stad.
Het stadsbestuur schat het huidige ledenaantal van vrije kerken en niet-christelijke gemeenten op circa 5.000. Tot aan de vereniging met de apostolische gemeenschap in 1994 had de gereformeerd apostolische Gemeindebund met destijds 1.000 leden zijn zetel in de Elbemetropool. Vanaf 1990 groeide de Joodse gemeenschap in Dresden naar 680 in 2005 en ongeveer 700 Joden in 2024.

## Cultuur

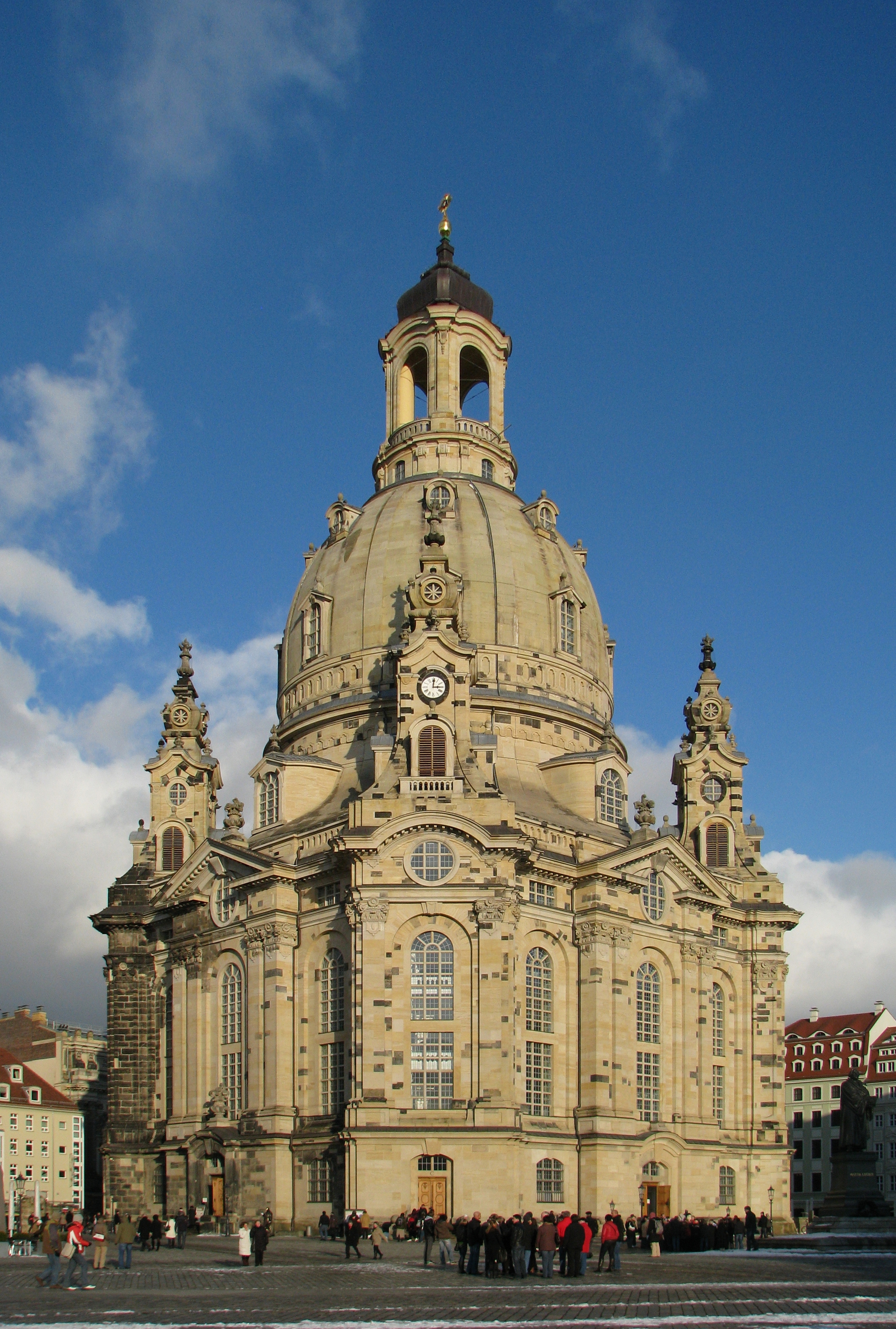
Frauenkirche

### Bezienswaardigheden

#### Kerken
- Frauenkirche (wederopbouw in 2005 voltooid)
- Kathedrale Sankt Trinitatis (voormalige Katholische Hofkirche)
- Dreikönigskirche
- Alte Zionskirche

#### Paleizen

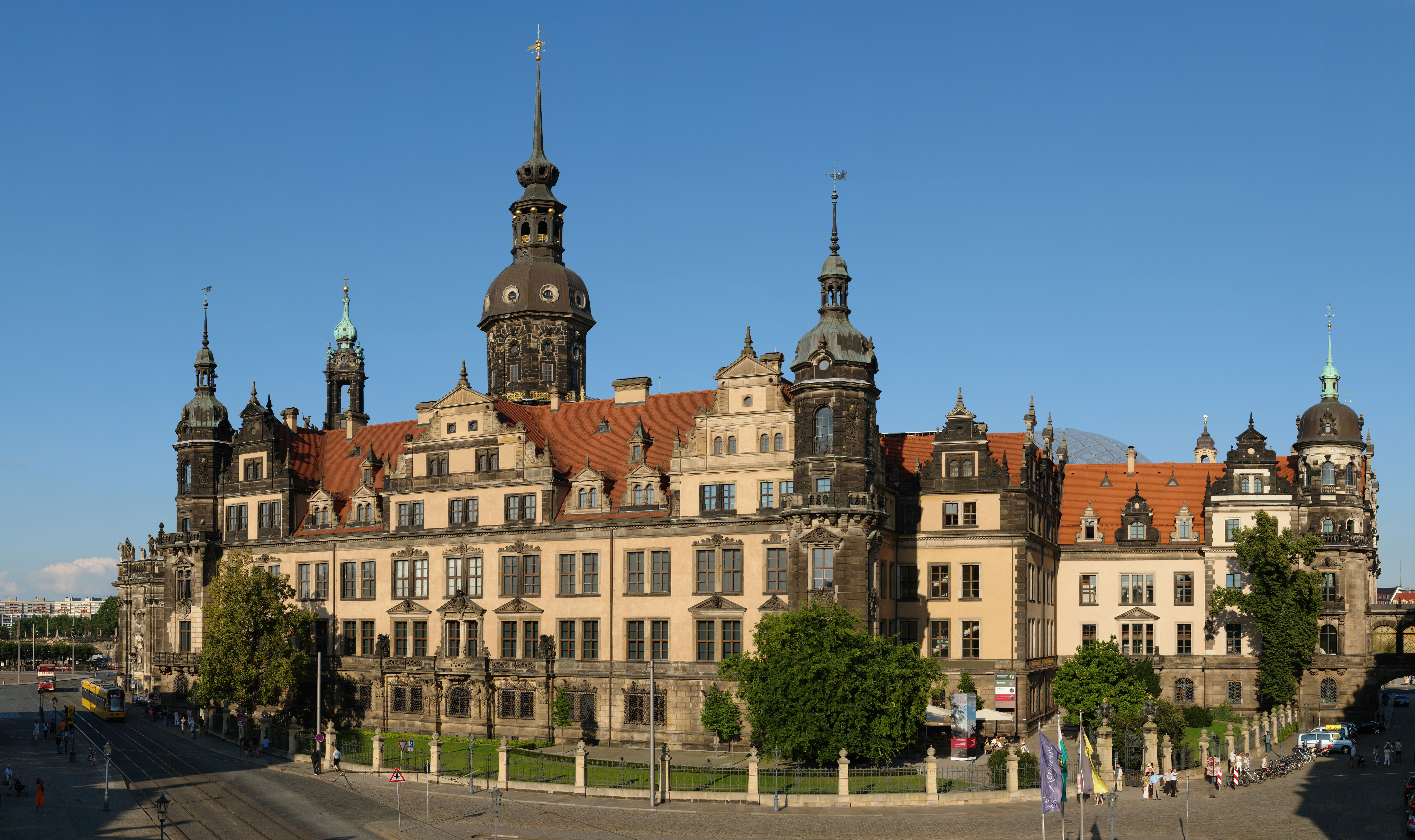
Residenzschloss

- Zwinger
- Residenzschloss
- Coselpalais
- Taschenbergpalais
- Jägerhof
- Kurländerpalais
- Japanische Palais
- Schloss Pillnitz
- Landhaus

#### Musea

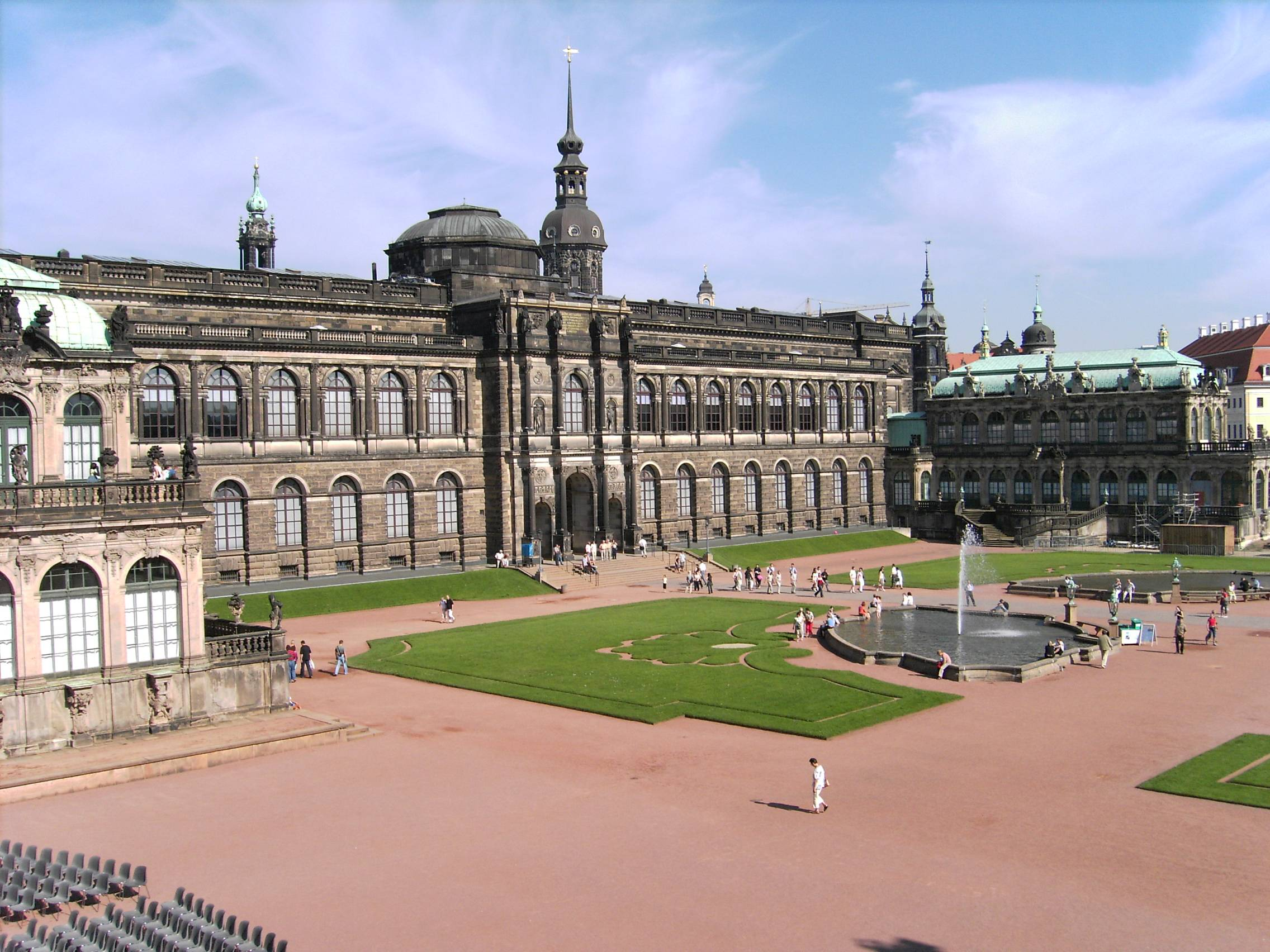
Gemäldegalerie Alte Meister

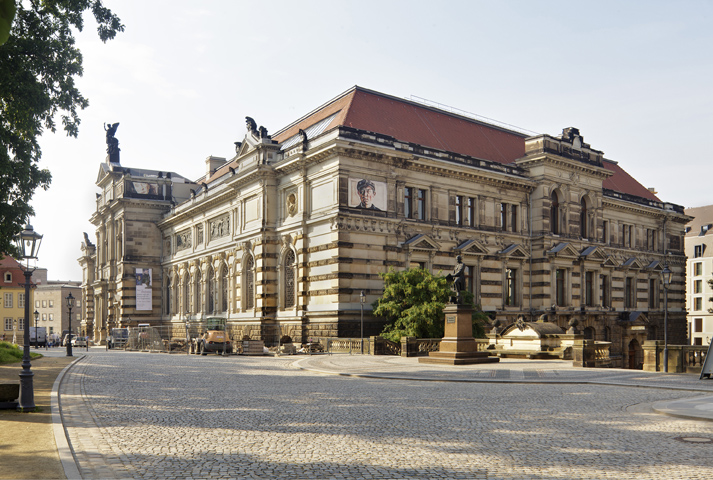
Albertinum

- Staatliche Kunstsammlungen Dresden met onder andere
  - de Gemäldegalerie Alte Meister
  - Porzellansammlung
  - Rüstkammer (harnassen, pistolen e.d.)
  - Mathematisch-Physikalischer Salon (een verzameling instrumenten, zoals uurwerken, globes, astronomische instrumenten)
  - het Grünes Gewölbe (de schatkamer van de Saksische keurvorsten)
  - het Albertinum (Skulpturenhalle en Galerie Neue Meister)
  - de Kunsthalle im Lipsius-Bau
- Deutsche Hygiëne-Museum
- Landesmuseum für Vorgeschichte
- Staatliche Naturhistorische Sammlungen Dresden
- Museum für Völkerkunde Dresden
- Universitätssammlung Kunst + Technik
- Johanneum Verkehrsmuseum Dresden
- Museen der Stadt Dresden
  - Carl-Maria-von-Weber-Museum
- Militärhistorisches Museum der Bundeswehr
- Botanischer Garten der Technischen Universität Dresden
- Richard-Wagner-Stätten, in Graupa nabij Dresden

#### Theater en opera

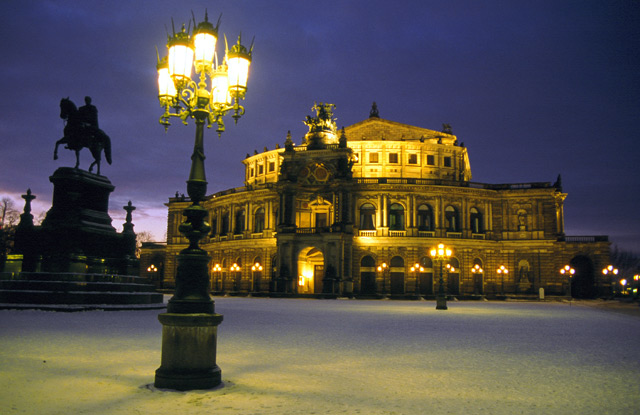
Semperoper

- Semperoper (Sächsische Staatsoper)
- Schauspielhaus am Zwinger

#### Pleinen en straten
- Altmarkt, belangrijk plein in de historische binnenstad met de Kreuzkirche
- Neumarkt gereconstrueerd plein met in het midden de Frauenkirche
- Brühlsche Terrasse

#### Bruggen
- Albertbrücke
- Loschwitzer Brücke, bijgenaamd het Blaues Wunder

#### Overige bezienswaardigheden

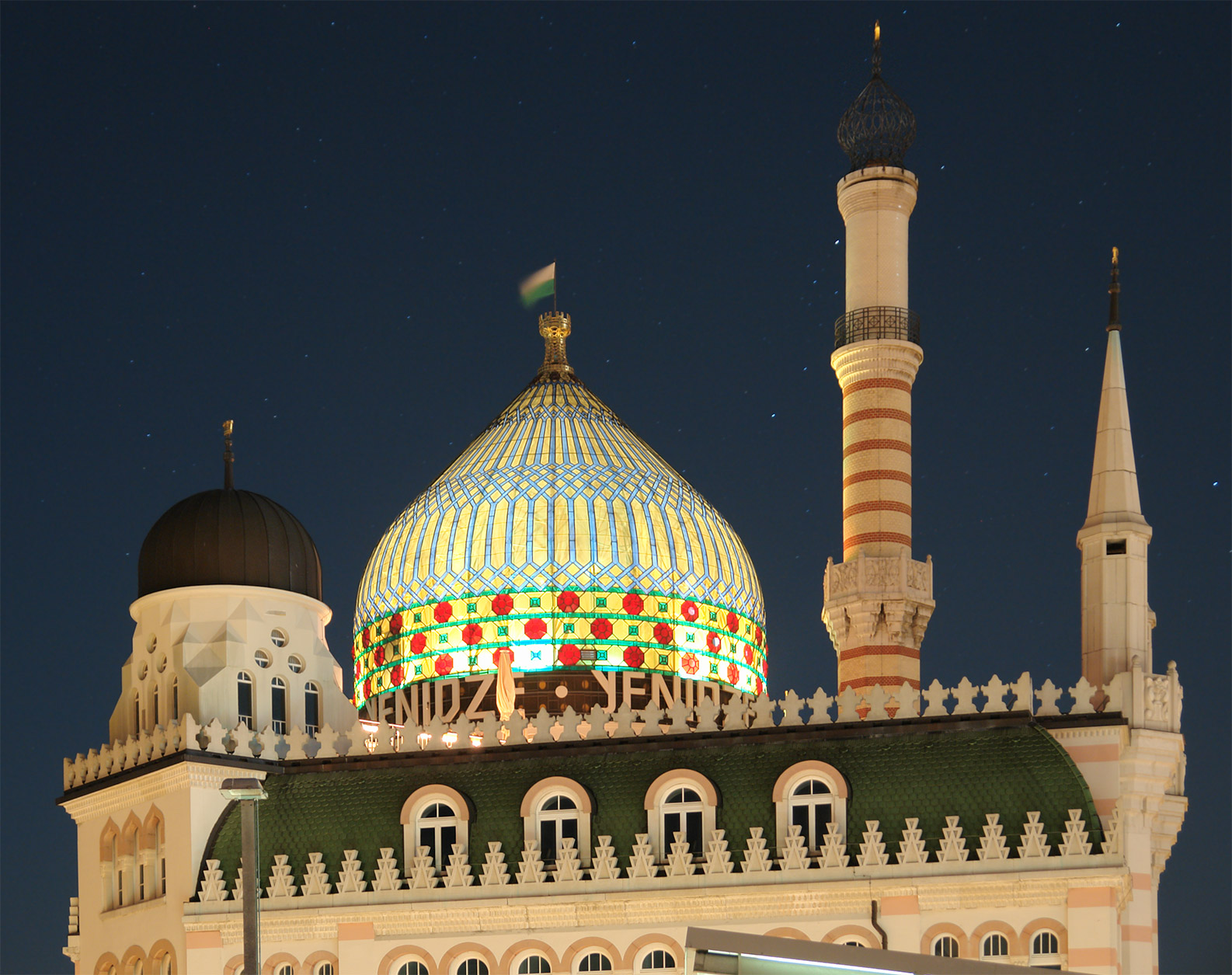
Sigarettenfabriek Yenidze

- De Fürstenzug, waarschijnlijk het grootste tegeltableau ter wereld met daarop alle vorsten van het Huis Wettin tot 1918
- Sächsisches Ständehaus
- Yenidze sigarettenfabriek
- Großer Garten (stadspark)
- Gläserne Manufaktur (glazen Volkswagenfabriek)
- Standbeeld van August de Sterke (Goldener Reiter)
- Pfunds Molkerei
- De enige bergzweefbaan ter wereld (verbinding tussen de stadsdelen Loschwitz en Oberloschwitz)
- Stoomschepen op de Elbe
- Ernemann Turm (voormalige camerafabriek en nu technisch museum)
- Dresden Stadhuis
- Blockhaus
- Saksen Kanselarij

#### Werelderfgoedlijst
Een 18 kilometer lang gedeelte van het dal van de Elbe, waaronder ook een gedeelte van Dresden, werd door UNESCO in juli 2004 tot werelderfgoed verklaard. Als gevolg van plannen voor de bouw van de Waldschlösschenbrug, kwam het twee jaar later op de rode lijst. Op 25 juni 2009 werd het Elbedal weer verwijderd van de werelderfgoedlijst, omdat de stad de bouw van de brug belangrijker vond dan de plaats op deze lijst. Het verkeer tussen de "Altstadt" en de "Neustadt" liep altijd via de monumentale brug "das blaue Wunder". Deze brug raakte door het steeds grotere verkeersaanbod overbelast. De discussie om op de werelderfgoedlijst vermeld te moeten blijven en of dat het voor de infrastructuur van de stad beter was om een nieuwe brug te bouwen, kon zelfs vaak op straat "live" bijgewoond worden. De inwoners van de stad vonden vaak dat Dresden zoveel aantrekkingskracht heeft, waardoor een vermelding op de UNESCO-lijst niet nodig zou zijn. In 2013 werd de Waldschlösschenbrug in gebruik genomen.

### Sport
Er werd al in 1874 gevoetbald in de stad, Dresden English Football Club is een van de oudste clubs van het Europese vasteland. Sinds 1902 werd er ook competitie voetbal gespeeld met het Oost-Saksisch voetbalkampioenschap, een van de regionale competities. Een grote uniforme competitie zoals in andere landen kwam er pas veel later. Op enkele uitzonderingen na waren bijna alle clubs in de competitie afkomstig uit Dresden. Dresdner SC, Dresdner Fußballring en Guts Muts Dresden waren de succesvolste clubs. Dresdner SC werd ook zes keer kampioen van Midden-Duitsland. Na de invoering van de Gauliga Sachsen in 1933, waarin de vijf Saksische competities verenigd werden bleven enkel Dresdner SC, Sportfreunde, Guts Muts en één seizoen Dresdensia over. Dresdner SC domineerde de competitie en werd in 1943 en 1944 landskampioen.
Na de Tweede Wereldoorlog verdwenen alle clubs uit Oost-Duitsland, geen enkele vooroorlogse naam werd behouden en overal werden nieuwe clubs opgericht. In 1953 werd Dynamo Dresden opgericht, dat zou uitgroeien tot de vervanger van Dresdner SC. De club, die in het Stadion Dresden speelt, werd acht keer landskampioen van de DDR en zeven keer bekerwinnaar. Na de Duitse hereniging speelde de club nog vier jaar in de Bundesliga, maar verdween dan naar de lagere reeksen. Sinds 2016 speelt de club terug in de 2. Bundesliga. Ook werden een aantal voorloorlogse clubs in 1990 heropgericht, waaronder het legendarische Dresdner SC. De club kon eind jaren negentig in de derde klasse nog meedingen naar promotie. De club zakte echter weg hierna, ging nog failliet en speelt nu in de onderste regionen van het Duitse voetbal.

## Verkeer en vervoer

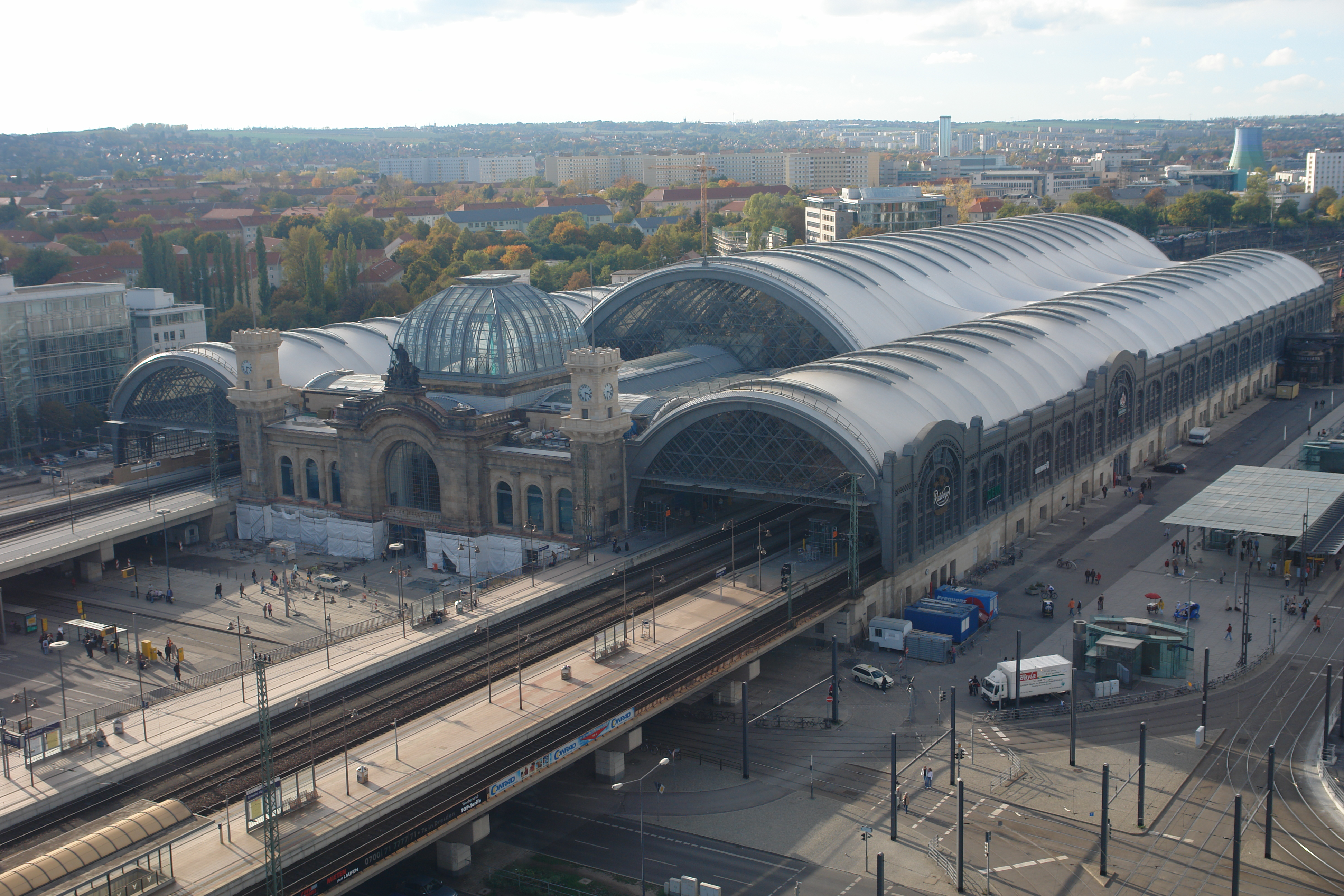
Dresden Hauptbahnhof

Luchthaven Dresden is de internationale luchthaven van Dresden. Zij is gelegen in Klotzsche, een wijk van Dresden, 9 km ten noorden van het stadscentrum. Sinds september 2008 is de officiële benaming Dresden International Airport.
Treinverkeer is er via Dresden Hauptbahnhof met een verbinding naar Leipzig, Berlijn, Praag, Erfurt, Maagdenburg, Frankfurt am Main, Wiesbaden, Hamburg, Hannover, Bremen, Stettin, Brno, Wenen en Boedapest, Bahnhof Dresden Mitte en Bahnhof Dresden-Neustadt. Ook is er de S-bahn van Tharandt naar Meißen Tribischtal.
Door het noordwestelijke stadgebied gaat de Bundesautobahn 4 richting Görlitz en Chemnitz - Erfurt. In het noorden van de stad loopt de Bundesautobahn 13 naar Berlijn en ten westen van Dresden de Bundesautobahn 14 naar Leipzig.
De  Bundesautobahn 17 begint in het westen van Dresden en gaat via het Ertsgebergte zuidwaarts tot Praag.

## Partnersteden
Dresden heeft de volgende partnersteden:
| - Brazzaville (Republiek Congo), sinds 1975 - Columbus (Verenigde Staten), sinds 1992 - Coventry (Verenigd Koninkrijk), sinds 1959 - Florence (Italië), sinds 1978 - Hamburg (Duitsland), sinds 1987 - Ostrava (Tsjechië), sinds 1971 | - Rotterdam (Nederland), sinds 1988 - Salzburg (Oostenrijk), sinds 1991 - Sint-Petersburg (Rusland), sinds 1961 - Skopje (Macedonië), sinds 1967 - Straatsburg (Frankrijk), sinds 1990 - Wrocław (Polen), sinds 1959 |

## Bekende inwoners van Dresden

### Geboren
- Hendrik V van Saksen (1473-1541), hertog van Saksen
- Anna van Saksen (1544-1577), tweede echtgenote van Willem van Oranje
- Sophia Eleonora van Saksen (1609-1671), landgravin van Hessen-Darmstadt
- Johann Paul von Westhoff (1656-1705), violist en componist
- August II van Polen (1670-1733), koning van Polen
- August III van Polen (1696-1763), koning van Polen
- Nikolaus von Zinzendorf (1700-1760), theoloog en stichter van de Evangelische Broedergemeente of Hernhutters
- Frederik Christiaan van Saksen (1722-1763), keurvorst van Saksen
- Frederik August I van Saksen (1750-1827), koning van Saksen
- Maximiliaan van Saksen (1759-1838), prins
- Johan van Saksen (1801-1873), koning van Saksen
- Albert van Saksen (1828-1902), koning van Saksen
- George van Saksen (1832-1904), koning van Saksen
- Alfred Hettner (1859-1941), geograaf
- Georgi Lvov (1861-1925), Russische prins en premier van Rusland
- Frederik August III van Saksen (1865-1932), koning van Saksen
- Adriaan van Oordt (1865-1910) Nederlands schrijver
- Melitta Bentz (1873-1950), uitvindster van het koffiefilter
- Paula Modersohn-Becker (1876-1907), kunstschilderes
- Marta von Meyenburg (1882-1972), Zwitsers feministe
- Eckart Hans von Tschammer und Osten, (1885-1946), generaal en oorlogsmisdadiger
- Traute Carlsen (1887-1968), Duits-Zwitsers actrice
- Hans Oster (1887-1945), generaal
- Hans Hüttig (1894-1980), SS'er, commandant van Kamp Vught
- Hildebrand Gurlitt (1895-1956), museumdirecteur, kunsthistoricus, kunsthandelaar en -verzamelaar
- Conrad Felixmüller (1897-1977), kunstschilder
- Erich Kästner (1899-1974), schrijver, dichter en cabaretier
- Margaretha Carola van Saksen (1900-1962), Saksisch prinses
- Robert Siodmak (1900-1973), Amerikaans filmregisseur
- Käthe Krauß (1906-1970), atlete
- Rudolf Harbig (1913-1944), atleet
- Erhard Weiß (1914-1957), schoonspringer
- Luise Krüger (1915-2001), atlete
- Helmut Schön (1915-1996), voetballer en voetbaltrainer
- Horst Sindermann (1915-1990), Oost-Duits politicus
- Max Gruber (1921-1990), Nederlandse hoogleraar biochemie
- Heinz Eckner (1925-2012), acteur en komiek
- Rolf-Hans Müller (1928-1990), componist, dirigent, arrangeur en pianist
- Henry Krtschil (1932-2020), componist, dirigent en pianist
- Gerhard Richter (1932), kunstschilder
- Yigal Tumarkin (1933-2021), schilder, graficus en beeldhouwer
- Wolfgang Uhlmann (1935-2020), schaker
- Andreas von Bülow (1937), politicus
- Jaki Liebezeit (1938-2017), drummer en studiomuzikant (jazz, Can)
- Hildrun Claus (1939), verspringster
- Ingrid Krämer (1943), schoonspringster
- Thomas Fritsch (1944-2021), (stem)acteur en schlagerzanger
- Frank Ganzera (1947), voetballer en voetbalcoach
- Hans-Jürgen Kreische (1947), voetballer en voetbalcoach
- Matthias Müller (1954), voetballer en voetbalcoach
- Jan Hoffmann (1955), kunstschaatser
- Jörg Peter (1955), hardloper
- Carsta Genäuß (1959), kanovaarster
- Andreas Trautmann (1959), voetballer
- Ines Geipel (1960), atlete, schrijfster en hoogleraar
- Matthias Sammer (1967), voetballer en trainer
- Frauke Petry (1975), politica
- Tino Piontek (1980), muziekproducer
- Alla Sjabanova (1982), Russisch langebaanschaatsster
- Christina Schwanitz (1985), atlete
- Tim Wallburger (1989), zwemmer
- Anna Seidel (1998), shorttrackster

### Woonachtig (geweest)
- Heinrich Schütz (Köstritz, 1585-1672), componist en organist
- Wilhelm Friedemann Bach (Weimar, 1710-1784), componist
- Ludwig Tieck (Berlijn, 1773-1853), schrijver
- Carl Maria von Weber (Eutin, 1786-1826), componist
- Robert Schumann (Zwickau, 1810-1856), componist
- Richard Wagner (Leipzig, 1813-1883), componist
- Heinrich Hertz (Hamburg, 1857-1894), natuurkundige
- Heinrich Mann (Lübeck, 1871-1950), schrijver
- Sergej Rachmaninov (Novgorod, 1873-1943), componist, pianist en dirigent
- Ernst Ludwig Kirchner (Aschaffenburg, 1880-1938), kunstschilder
- Angela Hitler (Braunau am Inn, 1883-1949), halfzuster van Adolf Hitler
- Lothar-Günther Buchheim (Weimar, 1918-2007, schrijver en kunstschilder
- Hans Hermann Groër (Wenen, 1919-2003), kardinaal, emeritus-aartsbisschop van Wenen
- Hans Modrow (Jasenitz, 1928), Oost-Duits politicus

### Overleden
- Johan van Haersolte (1644-1716), Nederlands militair, staatsman en buitengewoon gezant
- Joseph Schubert (Warnsdorf, 1757-1837), componist
- Petrus Johannes Schotel (Dordrecht, 1808-1865), Nederlands kunstschilder
- Victor Klemperer (Landsberg an der Warthe, 1881-1960), filoloog en schrijver

## Externe links

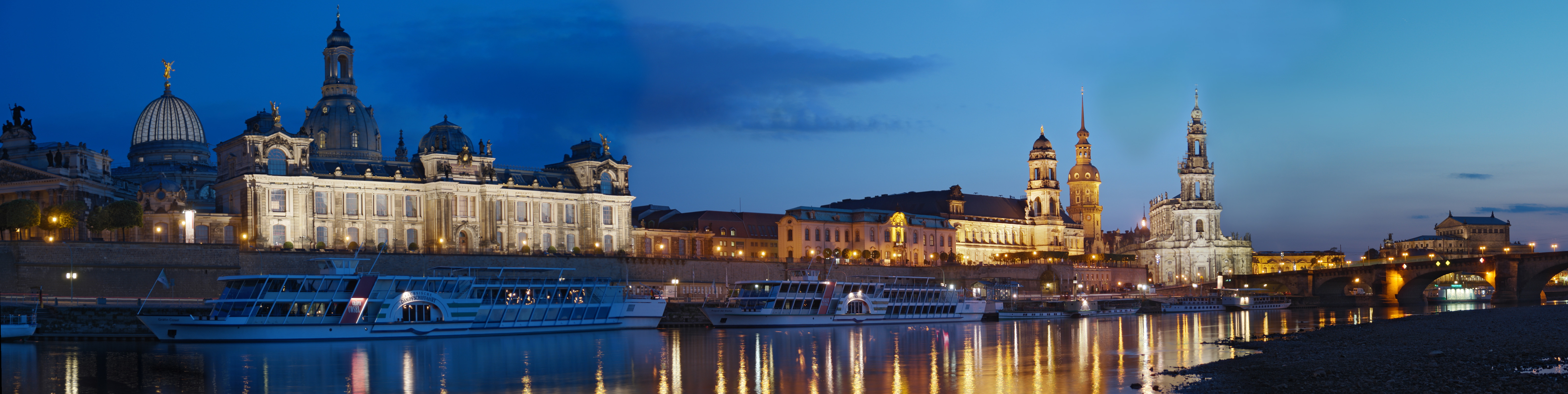
Blik vanaf de Carolabrücke op het centrum van Dresden. Links en in het midden de Brühlsche Terrasse met daarachter de Frauenkirche en de torens van het Ständehaus, het Residenzschloss en de Hofkirche. Rechts de Augustusbrücke met daarachter de Semperoper.